# Escuela Payanesa

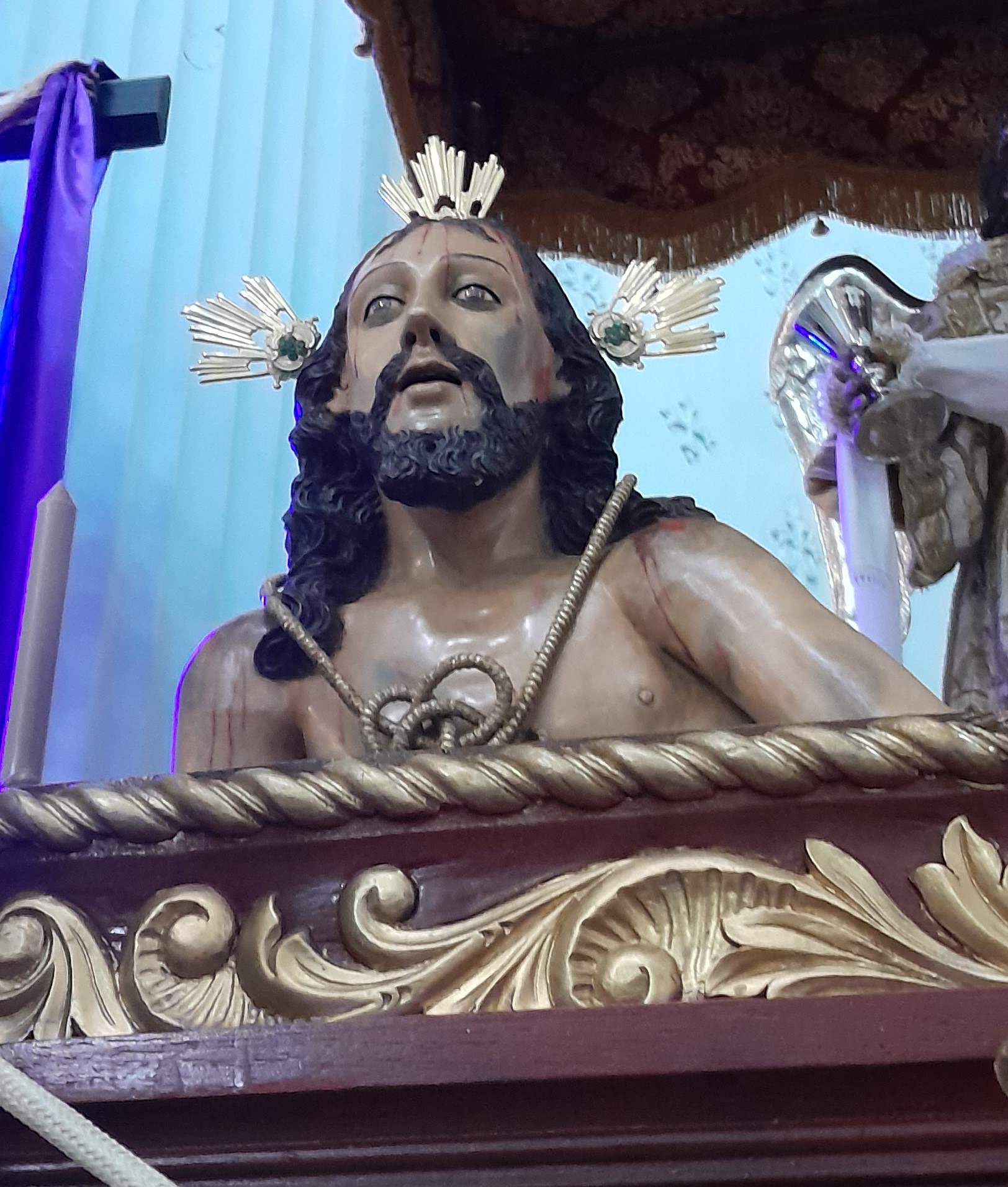
El Amo Caído, es una de las obras más características de la Escuela Payanesa del siglo XVIII

La Escuela Payanesa, es la denominación que se da a un conjunto de expresiones artísticas sobre todo con fines sacros que se originaron a inicios del siglo XVII en la ciudad de Asunción de Popayán, teniendo su esplendor entre los siglos XVIII y XX (con diversos interludios entre sí) persistiendo aún hasta la actualidad, especializándose más en la escultura y tallado de ebanistería que en la pintura, estando ampliamente influenciada por el arte de España y de Quito principalmente; considerándose una ramificación más regional de la Escuela Quiteña, ya que esta tuvo su centro de influencia limitado solo a la Provincia de Popayán y en la ciudad homónima que durante casi todo el periodo de dominación española pertenecieron a la Real Audiencia de Quito y del Virreinato del Perú en primera instancia desde 1542 hasta 1717, cuando se creó el Virreinato de la Nueva Granada hasta la independencia de Colombia en 1810.
Gran parte de la existencia y consolidación de esta escuela se debe a la instauración y engrandecimiento de las Procesiones de Semana Santa, que a día de hoy se vinieron celebrando de manera ininterrumpida desde el año 1556 aproximadamente (con unas cuantas excepciones). Convirtiéndose en la manifestación cultural más importante de la ciudad, siendo proclamada como Obra Maestra del Patrimonio Oral e Intangible de la Humanidad por la Unesco en septiembre del año 2009.

## Historia

### Origen

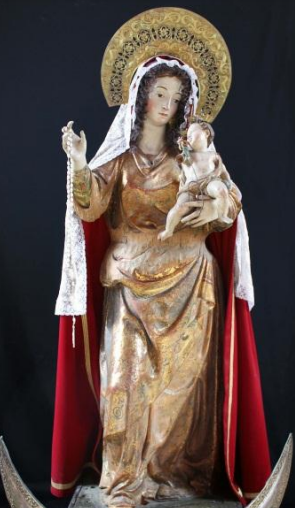
Considerada la imagen más antigua de Popayán que aún se le rinde culto. Perteneciente a la Escuela Española del

Con el sometimiento de la Confederación de Pubenza producto de la llegada de los conquistadores ibéricos primero en diciembre de 1536 al mando de Juan de Ampudia y después con la fundación de Asunción de Popayán el 13 de enero de 1537 por parte del adelantado don Sebastián de Belalcázar tras su paso por San Francisco de Quito y Santiago de Cali, se incentivó el asentamiento de poderosas familias españolas a la zona del Valle de Pubenza, dado que se hallaba rodeado de recursos minerales y agrícolas para ser explotados por la mano esclava africana o indígena, de igual forma llegaron paulatinamente los misioneros para la evangelización de los nativos y con toda esta nueva población venida del Viejo Mundo, también arribaron piezas de arte y mueblería que servirán después de inspiración para reproducirlos en la recién establecida Provincia de Popayán.

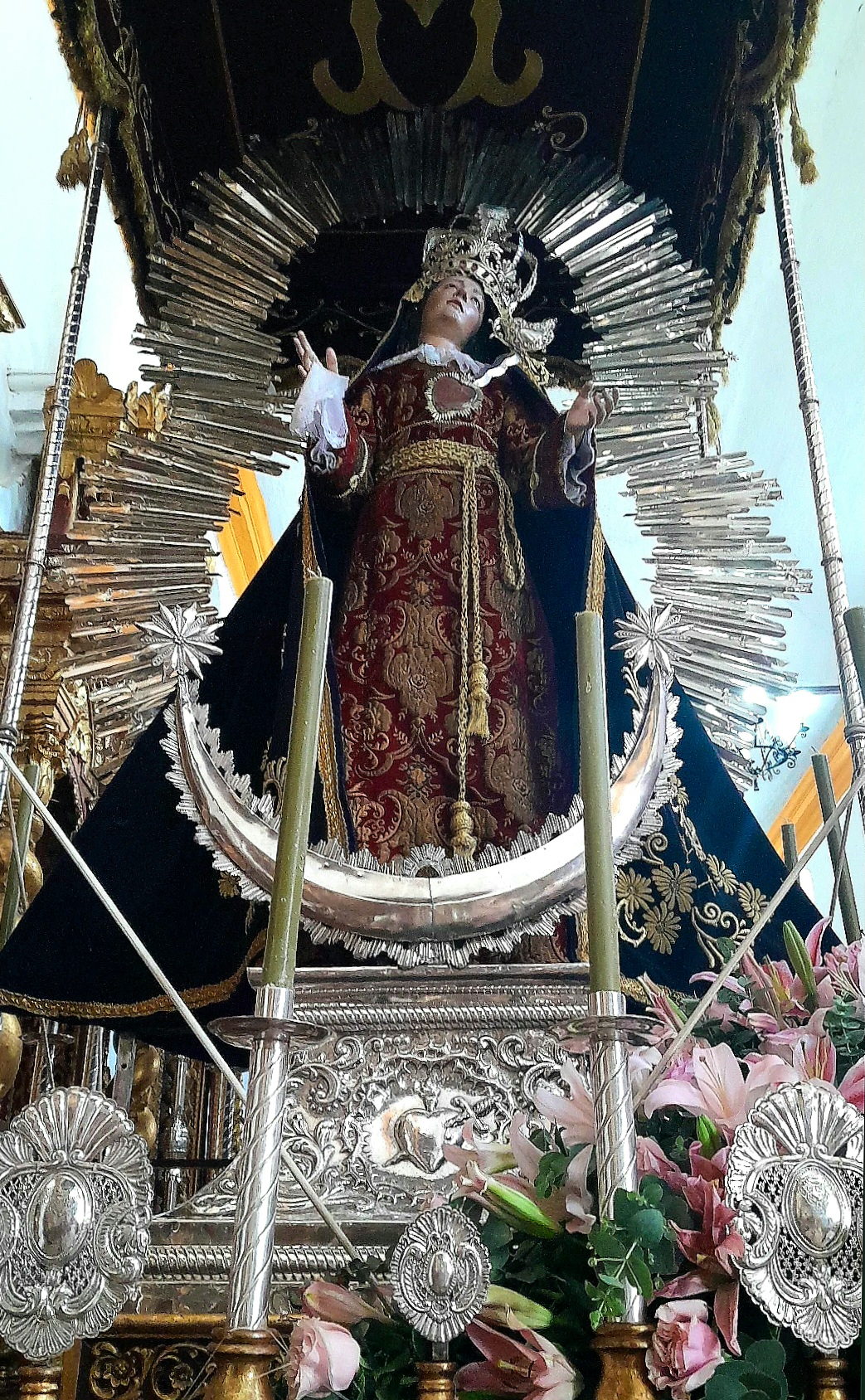
Imagen sevillana de La Dolorosa, traída en el siglo XVI

Entre estas primeras obras de arte que llegaron desde España a la naciente villa destaca la imagen de Nuestra Señora del Rosario, patrona de la Orden de los Predicadores para su claustro, otras fueron el Amo Jesús Nazareno (de la escuela italiana, de Roma concretamente), quien fuese el primer patrono de la ciudad además de ser la advocación principal de la Ermita y el conjunto del Calvario (La Dolorosa, San Juan Evangelista y El Cristo en Agonía), de la escuela sevillana y que actualmente desfilan por separado el Miércoles Santo.
Así fue que poco a poco y con la lenta ampliación de la ciudad tras la repartición de solares se fueron levantando los primitivos templos coloniales que necesitaban de una ornamentación digna para gloria de Dios y para reflejar el estatus de riqueza con el que contaban sus benefactores y mecenas, por lo que progresivamente a fines del siglo XVI se fue alentando la emigración de artistas provenientes sobre todo de la península ibérica y Quito, donde su escuela de arte estaba sólidamente establecida y empezaba su época de esplendor.
Siendo un punto de inflexión el inicio de la tradición de la Semana Santa en la ciudad en 1556, que fue un motivo propicio para hacer florecer aquella primitiva rama de la escuela quiteña que prometía ser un buen negocio, debido a las riquezas que se empezaban a explotar de las minas del Chocó y Barbacoas, que convirtieron a Popayán en un centro de comercio y de cruce de bienes, por su posición estratégica entre los puertos de Buenaventura y Cartagena en el norte, así como Santafé y Quito, Guayaquil y Lima al sur, formando parte del importante ''Camino Real Español''.

### SigloXVII

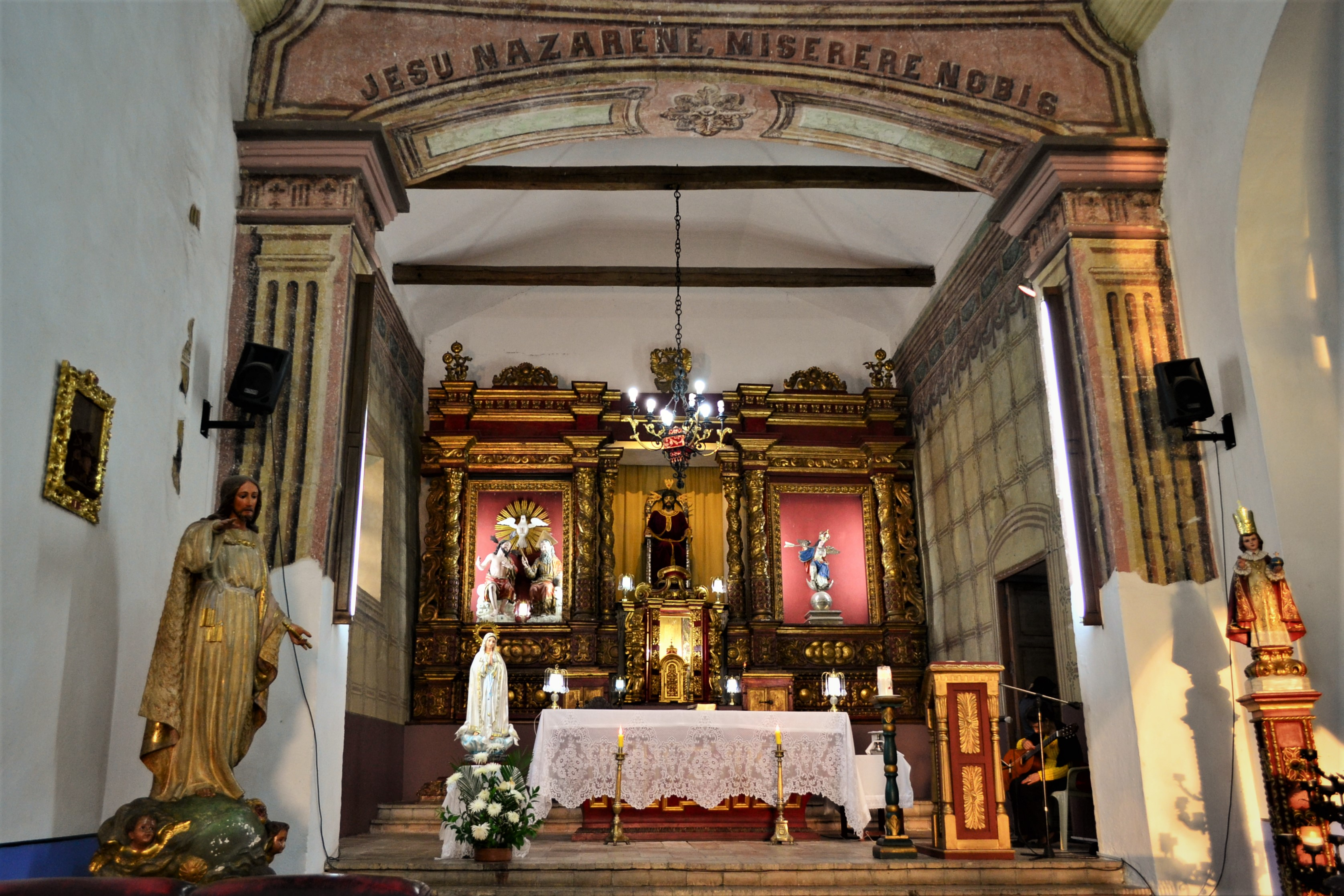
Única muestra de retablo del que aun se conserva, el de la Ermita

La llegada de familias poderosas y aristocráticas como lo son los Valencia, Arboleda, Mosquera, entre otras; de igual forma se fue incentivando el arribo de nuevos artistas y maestros a Popayán, estos maestros de las Escuelas Quiteñas y Española comenzaron a engrandecer a la ciudad colonial con el estilo Barroco que la contrarreforma estaba promulgando en toda la Europa católica y que iba naciendo como un estilo criollo, fruto del sincretismo con influencias indígenas, locales e inclusive africanas, un común denominador en todo el arte del Virreinato del Perú. este siglo también vio el asentamiento de nuevas órdenes religiosas a la ciudad además de la de los Dominicos o Franciscanos llegados al final del siglo pasado, como lo fueron los Agustinianos, Jesuitas, Betlemitas, Agustinas descalzas, entre otros.  

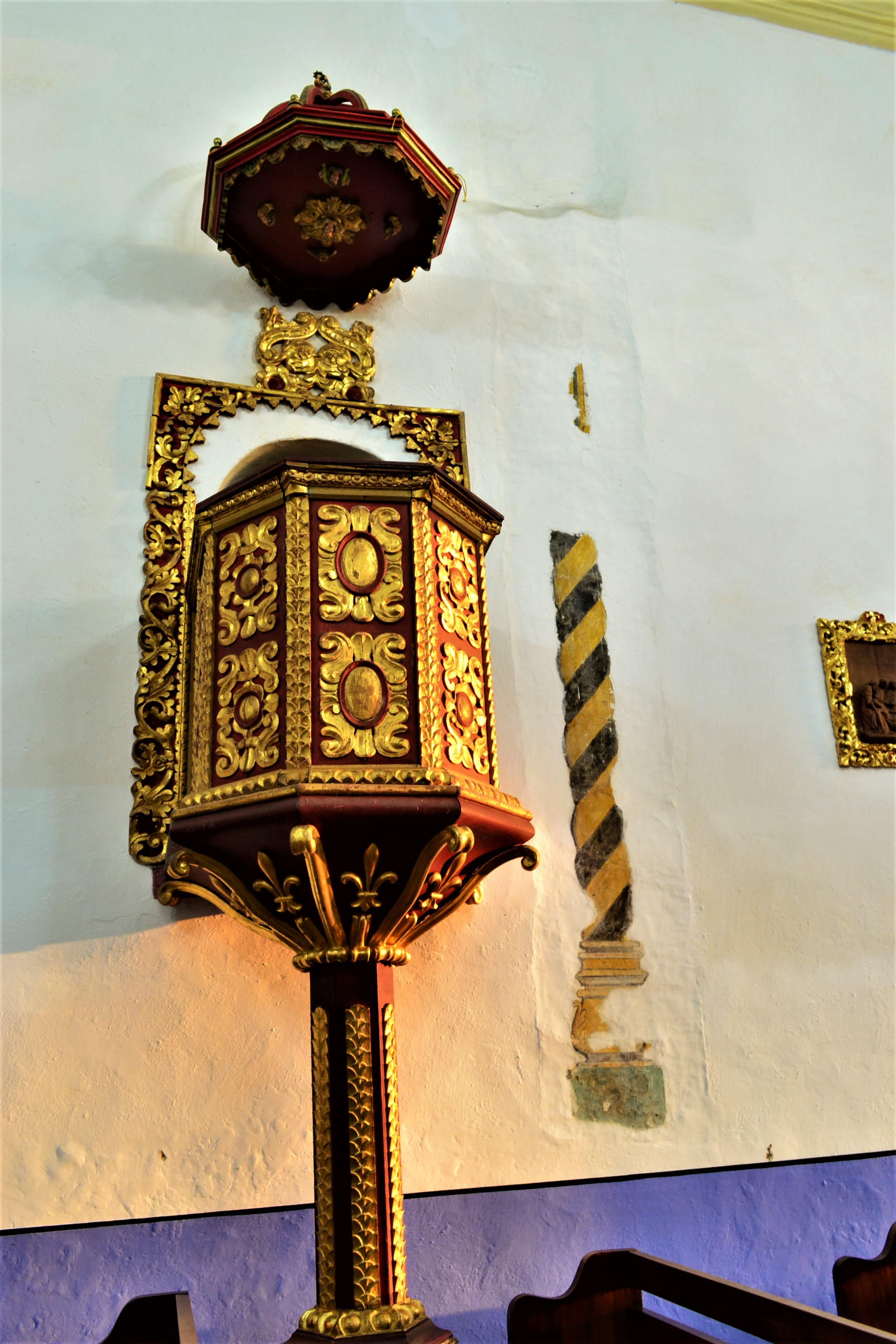
Único púlpito del que aun sobrevive, pertenece a la Ermita.

También fue a inicios de la década de los 1610, cuando se completó la construcción de la iglesia más antigua de la ciudad que aun sigue en pie, la Ermita de Jesús Nazareno que fue un proyecto en conjunto de la Cofradía de Santa Catalina y Santa Bárbara y con el apoyo de descendientes del conquistador amigo de Sebastián de Belalcázar, don Pedro de Velasco y Martínez de Revilla, que había muerto unos años antes pero que dejó en constancia de su testamento ser enterrado en aquella iglesia que había proyectado realizar. En 1617 se dio por concluida la iglesia, para la cual se mando a elaborar un hermoso retablo a la naciente escuela de arte de la ciudad, siendo finalizado un altar de 3 nichos, separados por columnas salomónicas entre ellos, un expositorio en la parte inferior central sobre el cual se colocó al patrón del templo flanqueado por la Santísima Trinidad y la Virgen apocalíptica de Legarda, ambas esculturas quiteñas del siglo XVIII. Sobre el arquitrabe y por encima del Jesús Nazareno se erige el símbolo del Águila Bicéfala, la cual era distintivo heráldico de la dinastía de los Austria que reinaba para ese momento en la Monarquía Hispánica, todo el conjunto estando fabricado en madera y bañado en pan de oro con policromía de color granate.  
Destaca también el púlpito de la Ermita que es una hermosa pieza elaborada de los mismos materiales que el altar mayor, ubicado en la pared del costado sur consta de un pedestal que soporta el flamero donde se yergue la tribuna de forma octogonal con un par de medallones dorados en cada una de sus caras, este conjunto se une con el tornavoz por medio un arco que enmarca el acceso del sacerdote.  
Tristemente estas son las pocas muestras de arte de la Escuela Payanesa de los primeros años de la colonia que se pudieron conservar, dado que la Ermita fue el único templo de la ciudad que sobrevivió más o menos íntegro del turbulento siglo XVIII.  

### SigloXVIII
Tras un movido cambio de siglo que vio el fin de la dinastía de los Austrias en el año 1700 y el asentamiento de los Borbones como nuevos soberanos del Imperio Español se dio comienzo a una serie de vicisitudes que modificarían la vida en toda la región de la Provincia de Popayán y de todo el continente.

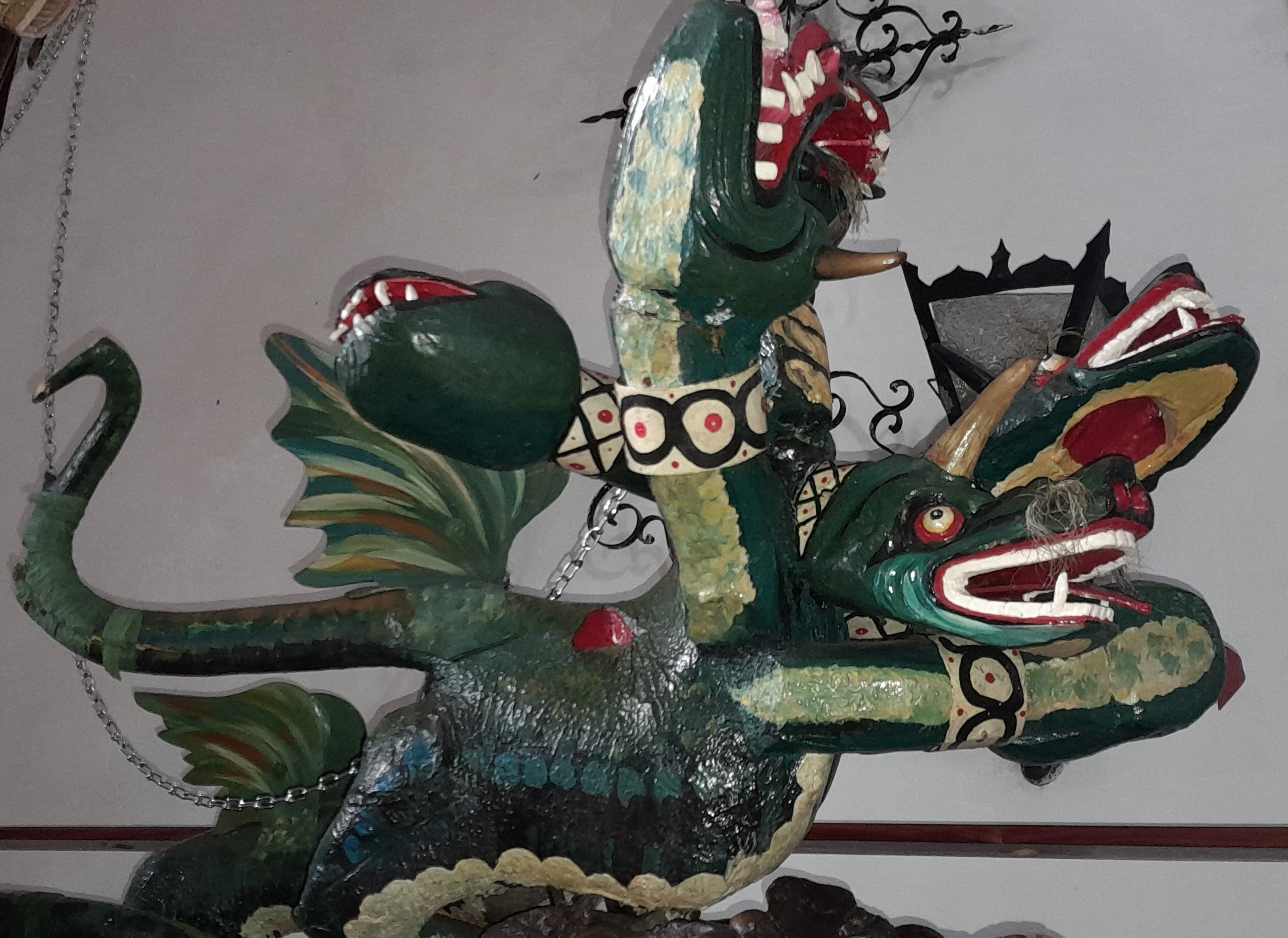
Dragón de 7 cabezas representando los pecados capitales, parte del paso, Viernes Santo

Posteriormente, por acción del terremoto del 2 de febrero de 1736 que destruyó casi en su totalidad la urbe, gran parte de las muestras tempranas de arte barroco colonial de los siglos anteriores se perdieron dejando solo en pie la Ermita y unas cuantas casonas, por lo que se requirió más mano de obra calificada que fue traída del Viejo Continente, además de la llegada del resto de órdenes religiosas como lo son los Camilianos y Carmelitas descalzas, sobre todo de las colonias europeas de la monarquía de los Borbones.  
Fue en este punto que Popayán adquiere su fisionomía actual que poco ha variado desde entonces, a pesar de los frecuentes sismos a los que suele ser sometida, durante esta época se vivió una era de esplendor en la talla de retablos y portadas en cartera de piedra tanto en iglesias como en viviendas, debido a las obras de reconstrucción del centro. Siendo los monumentos que aun se pueden apreciar en la actualidad. 
Para darle un aire de revitalización tanto a la cultura como a las procesiones, las familias aristócratas de la ciudad empezaron un amplio proyecto de mecenazgo de entre las que destacan los Arboleda (con la Iglesia de Santo Domingo), los Valencia (con la Iglesia de San Francisco) y doña Dionisia Pérez junto a su esposo don Baltasar, marqueses de San Miguel de la Vega (con el Claustro del Carmen, la Iglesia de San Agustín y de Santo Domingo), entre otros. De la misma forma en que la ciudad renacía, también crecía la riqueza de sus habitantes por medio de la ganadería y la minería. 

### SigloXIX

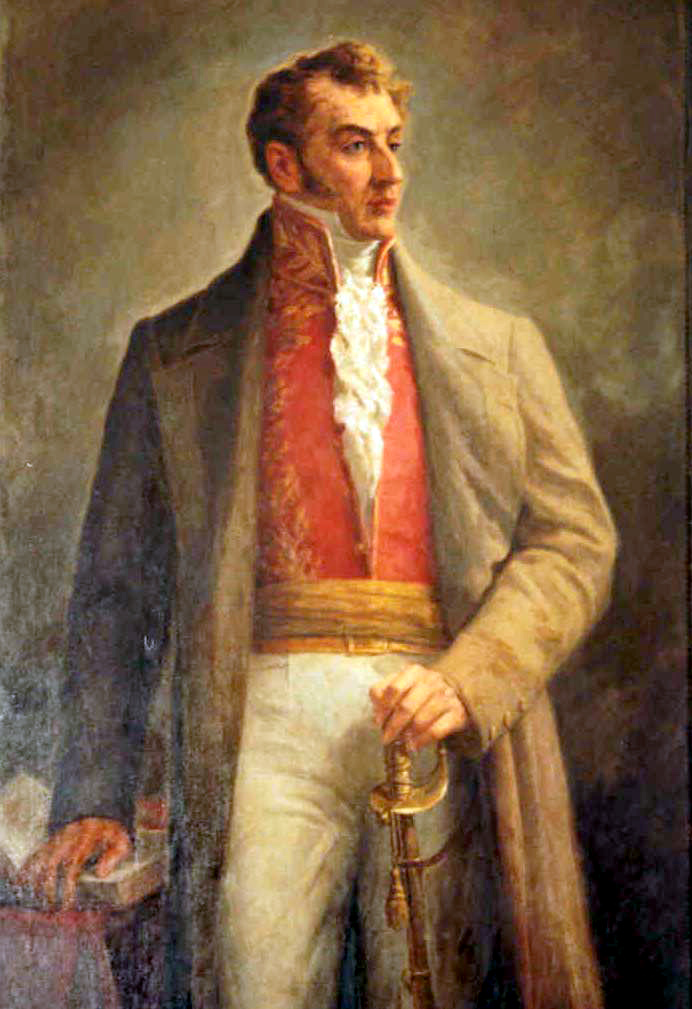
Antonio Nariño orquestó uno de los saqueos de arte más grandes que ha sufrido Popayán

Al estallido de las guerras de independencia de la Nueva Granada, comenzó la lenta decadencia de Popayán, en la cual el gran esplendor de la ciudad fue paulatinamente desapareciendo para quedar solo en el recuerdo. 

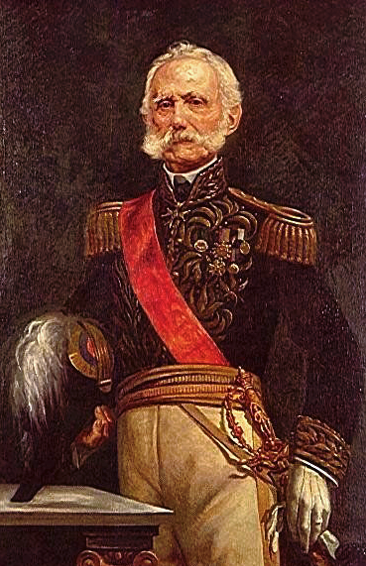
Mosquera fue el que terminó de expropiar todos los bienes conventuales y expulsando a todas las órdenes religiosas.

El primer evento que marcó el nuevo rumbo de la urbe fue el amplio expolio que sufrieron las iglesias y los bienes eclesiásticos por parte de las tropas libertadoras bajo la orden de Antonio Nariño, donde cientos de invaluables piezas y obras de arte fueron robadas para la causa independentista, (los copones, cálices y demás objetos en oro o plata fueron convertidos en monedas) hasta los propios pesas de plomo de la Torre del Reloj fueron hurtadas para fundirlos en balas de cañón.
En medio de la inestabilidad de la nación, comenzó el éxodo de las familias pudientes de Popayán como la rama condal de los Valencia tras la clausura de la Real Casa de Moneda, situación que solo se intensificó con las posteriores guerras civiles como en la denominada de ''los supremos o los conventos'' y la posterior ley de enajenación de manos muertas promulgada por el presidente Tomás Cipriano de Mosquera que sustraía para uso estatal los monasterios y propiedades de las órdenes religiosas, siendo estas a su vez expulsadas del territorio nacional.
En contraste a la turbulenta situación social y política, se dio a mediados de siglo un renacimiento de la orfebrería payanesa desaparecida tras la clausura del taller de la Casa de Moneda en 1820, facturándose varios cálices y custodias para resarcir el daño ocasionado por el saqueo de la ciudad durante las campañas bolivarianas. 
Sin embargo, a lo que respecta a la escuela de imaginería y arte sacro propio de la ciudad se perdió, así como se dio un declive a la adquisición de nuevas obras procedentes de otras partes como Ecuador (anteriormente Quito) y España para las procesiones, reflejándose en que no hay imagen payanesa alguna datada en este siglo que salga en cualquiera de los 8 desfiles de la Semana Santa de Popayán.

### SigloXX

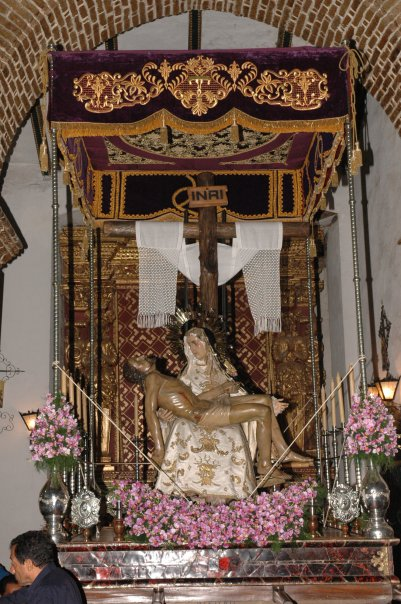
Imagen de, hecha a modelo de la del Vaticano. Esta efigie es una muestra cumbre de la Escuela Payanesa del.

El arribo del Ferrocarril del Pacífico en las primeras décadas del siglo pudo contribuir al fin del aislamiento y atraso que llevaba la ciudad debido a la decadencia en la que se encontraba desde la independencia, gracias a ser un punto estratégico desde su fundación como una escala de conexión entre Quito y Cali se reactivo lentamente la economía tras haber perdido el Cauca su amplia expansión territorial con el desmembramiento de 1910.
Al casi haberse extinguido las procesiones de Semana Santa (perdiéndose como tal la Procesión de Lunes Santo en el año de 1906 por falta de dinero y voluntad) a causa de la multitud de guerras e inestabilidades durante décadas, ante la necesidad de tomar medidas con tal de salvaguardar, enriquecer y promover el legado religioso payanes. Fue por iniciativa del maestro Guillermo Valencia que en 1939 se pudo fundar la Junta Permanente Pro Semana Santa de Popayán.

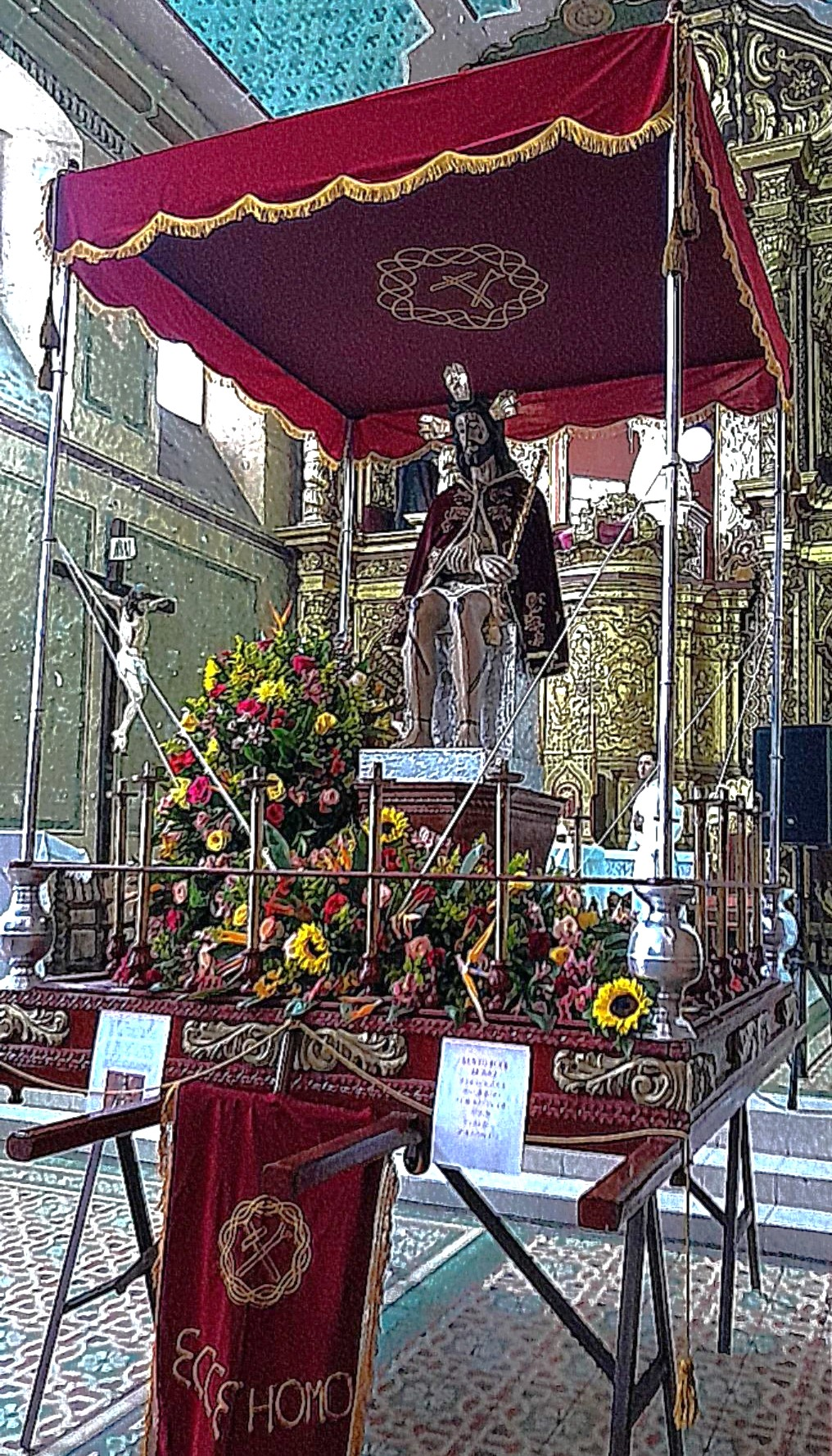
Imagen del en el Popayán del siglo XX

En este punto es cuando se dio la oportunidad de dar un resurgir la Escuela Payanesa con la financiación de las otrora cofradías coloniales reanudadas como Juntas, tales como la Junta Pro Culto al Santo Ecce Homo, la Junta de Nuestra Señora de Belén y la Junta Permanente Pro Semana Santa. La necesidad de restaurar las antiguas imágenes y paramentos además de la hechura de nuevas andas y ornamentos vieron la resurrección de las remotas expresiones artísticas.
Se destaca en este periodo al maestro Efraím Martínez por sus famoso lienzos que son resguardados en varios edificios de la región, de igual forma Alfonso de los Reyes Peñaherrera cuyas obras constituyen parte importante de la Semana Santa con obras como ''La Piedad'' (inspirada en la del Vaticano) del Viernes Santo o las líticas esculturas del Viacrucis a lo largo de los Quingos de la colina de Belén. Con la llegada de Guillermo León Valencia a la escena política en los años 50, se dio una reactivación de la exportación de imágenes desde el extranjero para el enriquecimiento de las procesiones, uno de estos ejemplos es ''El Señor de la Expiración'' copia del Cachorro de Sevilla. Al ser electo presidente de la república Valencia trajo en 1960 desde España a la ciudad blanca al insigne escultor ibérico José Ascencio Lamiel para emprender varios proyectos dentro de la Escuela Payanesa como la réplica del Santo Ecce Homo de Popayán que tardaría 6 años, entre otras.
Lastimosamente el esplendor de esta resurgidas expresiones de arte fueron efímeras dado que vieron su súbita interrupción el 31 de marzo de 1983 con el devastador Terremoto de Popayán que semidestruyó todo el centro y dejó a la ciudad en una situación económica terrible, dado que no solo debían reconstruir las edificaciones históricas, sino que además se debían restaurar los pasos afectados por el sismo, por lo que no hubo sustentación monetaria para dar continuidad a la Escuela Payanesa.

### SigloXXI

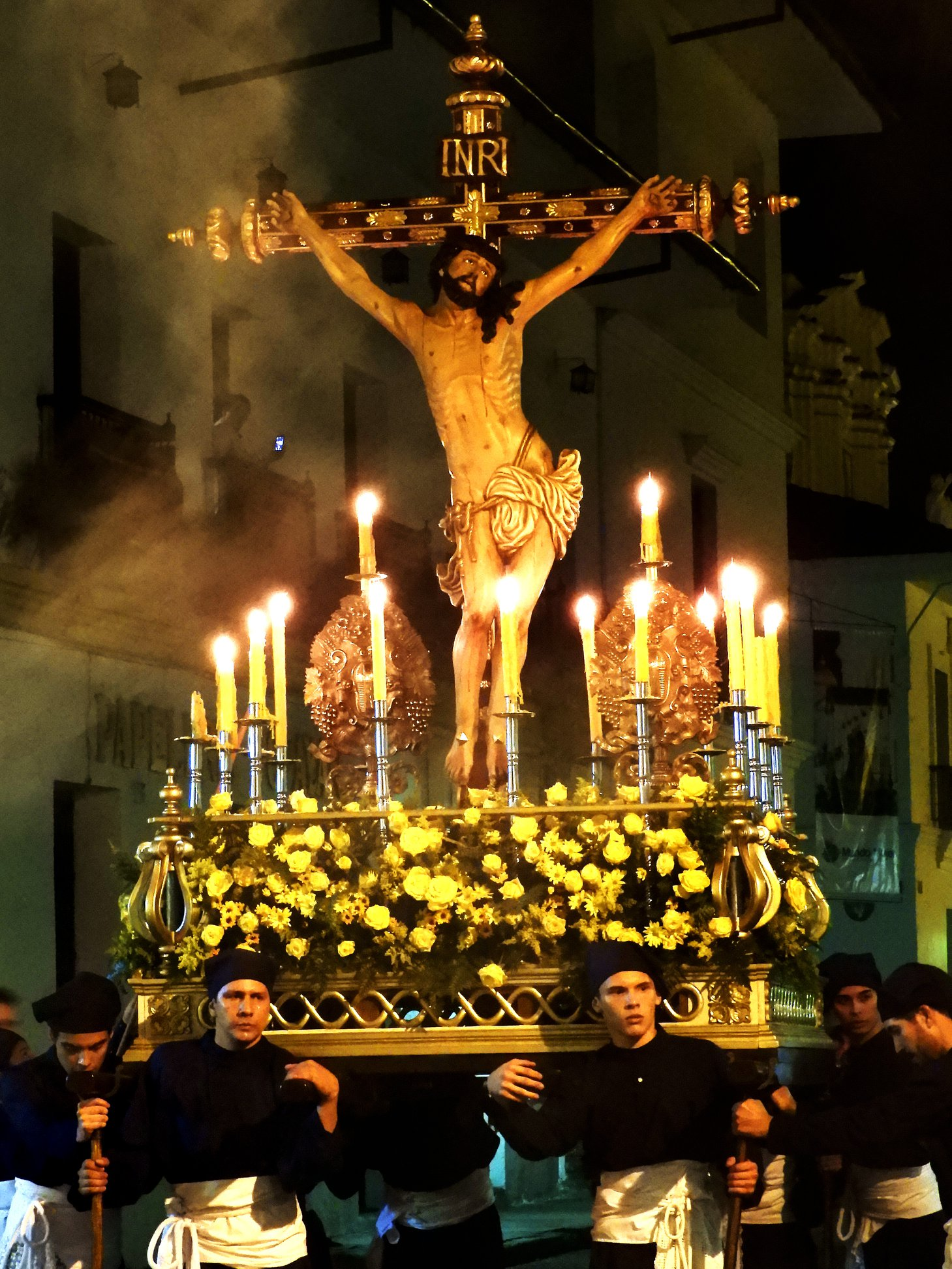
, obra de Francisco Javier Perugache. (Siglo XXI)

Al ser reconstruido gran parte del centro histórico, a fines del siglo XX e inicios del XX se reanudó la llegada de imágenes desde el exterior, sobre todo de Ibarra en Ecuador a manos del maestro Alcides Montesdeoca. 
Además que se estableció la Fundación Escuela Taller de Popayán en 1995 con apoyo de la Agencia Española de Cooperación Internacional para el Desarrollo (AECID), el Ministerio de Cultura de Colombia y el Servicio Nacional de Aprendizaje (SENA) con el fin de promover las expresiones artísticas y culturales de la región, entre las que se encuentra la imaginería y restauración de obras de arte, por lo que se suele considerar a esta fundación en conjunto con el taller de la Junta Permanente Pro Semana Santa como las herederas legítimas de la Escuela Payanesa en la actualidad.
Sin embargo, hay otra rama que también se puede considerar heredera de esta Escuela, la cual está radicada en el barrio de Yanaconas al nororiente del Centro histórico es conocida como ''El Taller Artesanal de Yanaconas'' y tiene varios exponentes como los escultores Raúl y Francisco Javier Perugache y el finado maestro Rodrigo ''El Oso'' Alegría que han brindado varias de sus obras en pro del enriquecimiento de la Semana Santa, como la restauración total de la Procesión de Lunes Santo en 2017, así como imágenes de otros pasos de los demás días santos.

## Características

### Imaginería
La escultura payanesa desde sus inicios fue influenciada por las características de la Escuela Quiteña, con su típico sincretismo entre la cultura europea e indígena con tintes renacentistas, barrocos y posteriormente del neoclasicismo tardío neogranadino. Sin embargo, también fueron de gran inspiración las corrientes artísticas españolas como al Andaluza (sevillana o cordobesa) que con la diversidad étnico-cultural de su población (morisca, judía, cristiana, etc.) calaron en el Nuevo Mundo por medio de la emigración y el mestizaje con las poblaciones nativas y africanas fueron el pilar de la originalidad de las expresiones surgidas en las nacientes Reales Audiencias de Quito y Santafé.
Con el descubrimiento de la ''técnica del encarnado'' (que consistía en la mezcla de la saliva del artista con vejiga de cordero) por los maestros quiteños tempranos en el siglo XVI, se dio una revolución en el arte colonial, dado a su particular brillo que otorgaba a las obras y se asemejaba al de la porcelana y que era desconocido para el Viejo Continente. Las obras escultóricas hechas en Popayán se destacaron por seguir los lineamientos de Quito y España, con un cierto dominio anatómico, dramatismo en sus expresiones faciales y corporales logrando representar (dolor, miedo, asombro, entre otros), vestimenta a la usanza de la época y riqueza en sus ornamentación contando con finas telas y metales para aquello. Pero sin duda uno de sus rasgos más características fue la adición de una mascarilla consistente en los pigmentos a aplicar y oro batido antes del encarnado.
Lastimosamente al ser casi la totalidad de las obras son fines religiosos y donaciones de familias ricas, se dio nula importancia al artista en la colonia que las hicieron y no se conservan sus nombres o sus firmas, pasando a ser creaciones anónimas.  
Los mayores exponentes de esta rama de la escuela que se conocen fueron:  
- José de Morales Fravega (Siglo XVII y XVIII)[12]
- Alfonso Maria de los Reyes Realpe (Ecuatoriano radicado temporalmente en Popayán) (Siglo XX)
- José Ascencio Lamiel (Español radicado temporalmente en Popayán) (Siglo XX)
- Francisco Javier Perugache (Siglo XXI)
- Raúl Perugache (Siglo XXI)

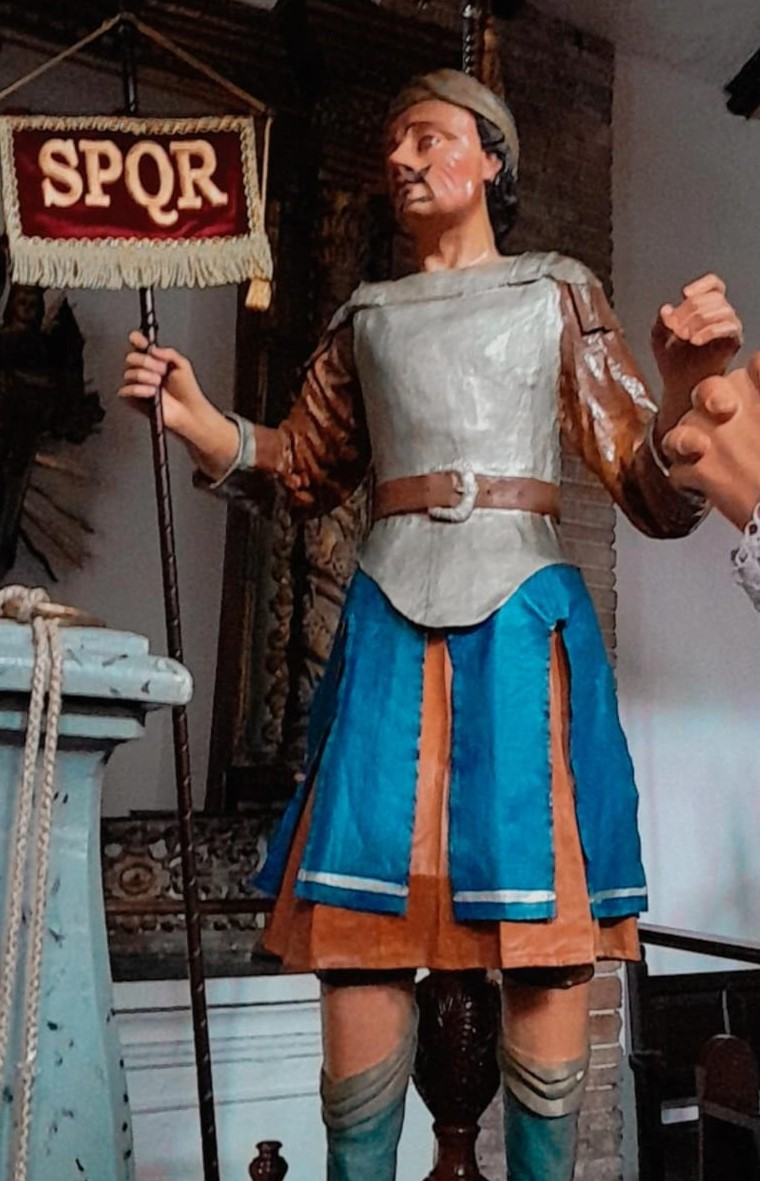
Sayón, imagen payanesa del siglo XVIII, parte del paso La Negación del Martes Santo. Iglesia de San Agustín.
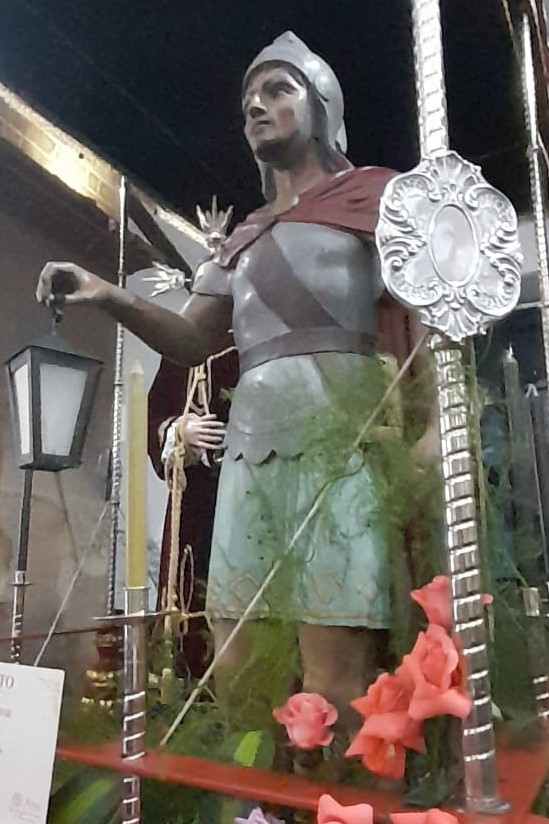
Centurión, imagen payanesa del siglo XVIII, parte del paso El Prendimiento del Miércoles Santo. Iglesia de San Agustín.
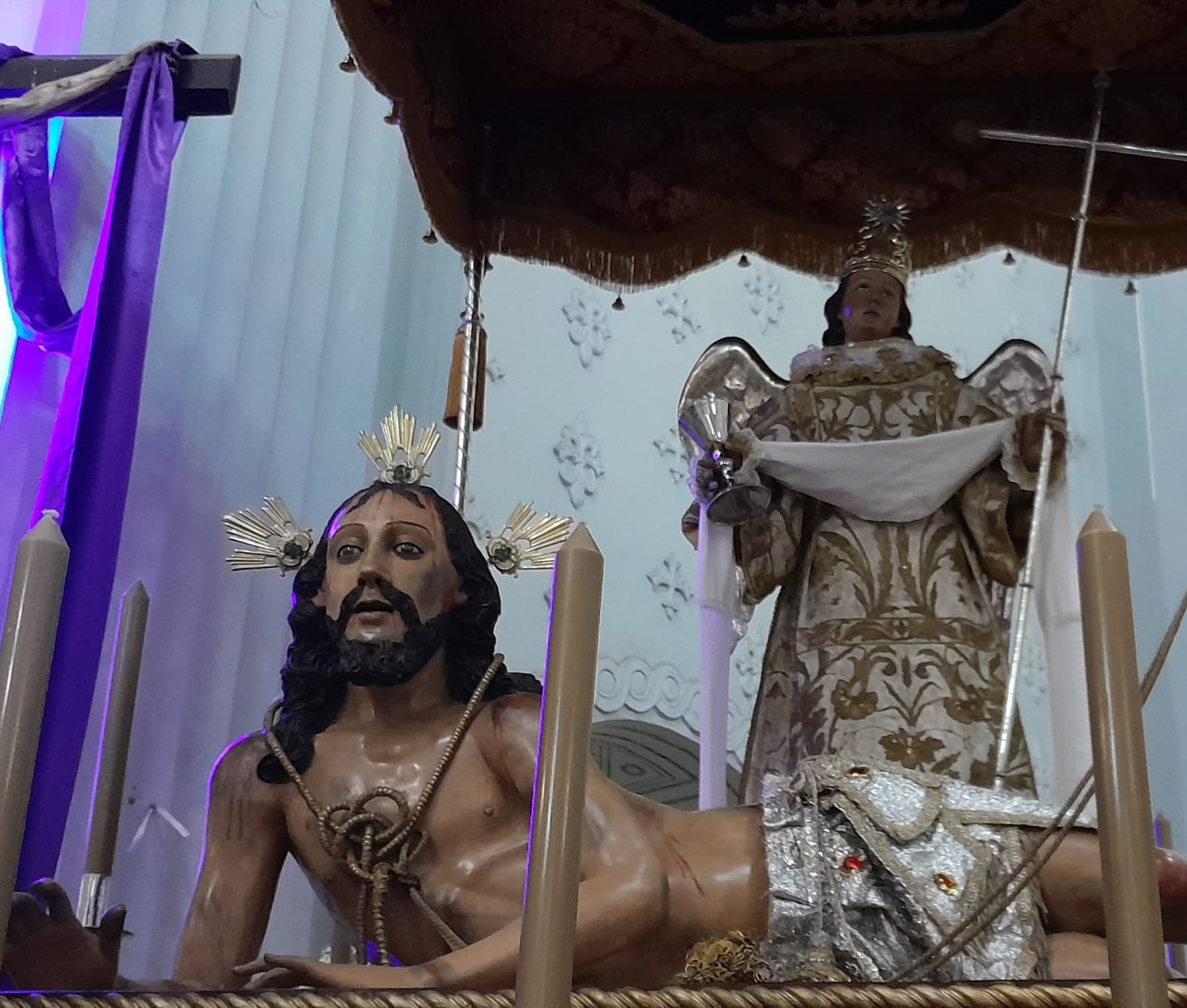
Señor Caído, imagen payanesa del siglo XVIII, parte del paso El Amo Caído del Martes Santo. Catedral de Popayán.
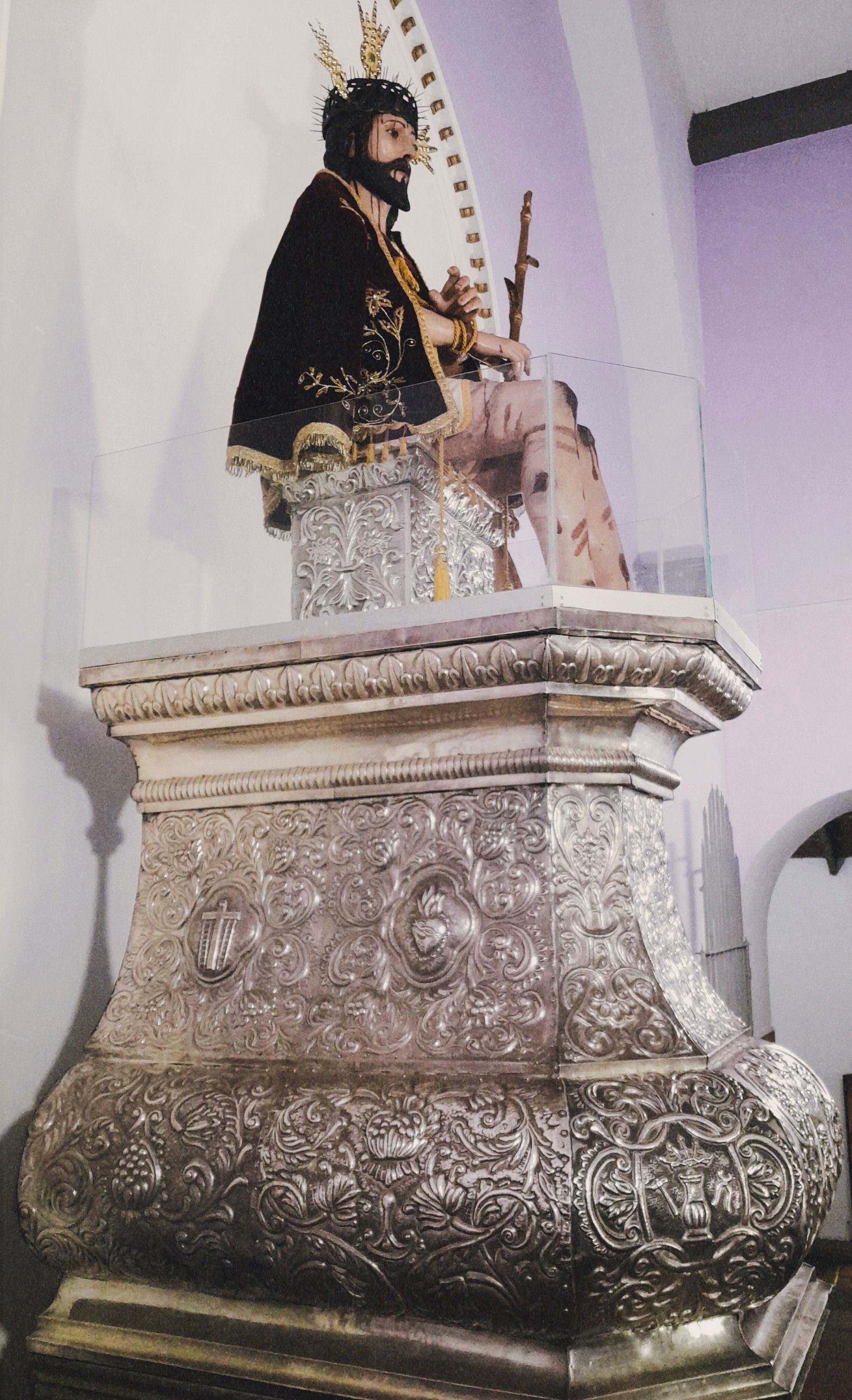
Santo Ecce Homo, obra procedente de San Juan de Pasto, encarnada en Popayán por José de Morales Fravega en el año de 1713, Santuario de Belén.

### Pintura
Esta rama de la escuela no fue muy desarrollada en la época virreinal, dado que se dio privilegio a la escultura debido a la fuerte tradición de la Semana Santa. Sin embargo, se han conservado varios ejemplos de excelente calidad artística, demostrando un innegable influencia quiteña, con sus rasgos de mestizaje en los personajes retratados y elementos autóctonos de la Provincia de Popayán como flora de la región, todo en conjunto con elementos barrocos y neoclásicos.     
Para ejemplo algunos de pintura mural o sobre madera se hallan en retablos de la San Francisco y en La Encarnación, o en paredes de El Carmen, La Ermita y San José.     
En el siglo XX, se vio un renacimiento y mejora de la pintura payanesa con el maestro Efraím Martínez nacido en Popayán en 1898 y considerado el mejor pintor de la recién establecida Escuela de Pintura de la Universidad del Cauca y de la ciudad en general, sus obras que más destacan son La Apoteosis de Popayán, que fue el lienzo más grande del mundo por un tiempo, varios retratos de Guillermo Valencia y de su familia, entre otros. Con el terremoto de 1983 varios artistas payaneses se les encargó la restauración de los templos, como el caso de Rodrigo Valencia en la Iglesia de San José.
Entre los pocos exponentes de esta rama de la escuela que se conocen fueron:
- Francisco Javier Cortés de Alcocer (Como parte del taller de los Hermanos Cortés Alcocer) (Siglo XVIII)
- Nicolás Cortés de Alcocer (Como parte del taller de los Hermanos Cortés Alcocer) (Siglo XVIII)
- Antonio Cortés de Alcocer (Como parte del taller de los Hermanos Cortés Alcocer) (Siglo XVIII)
- Rodrigo Valencia (Siglo XX)
- Efraím Martínez (Siglo XX)

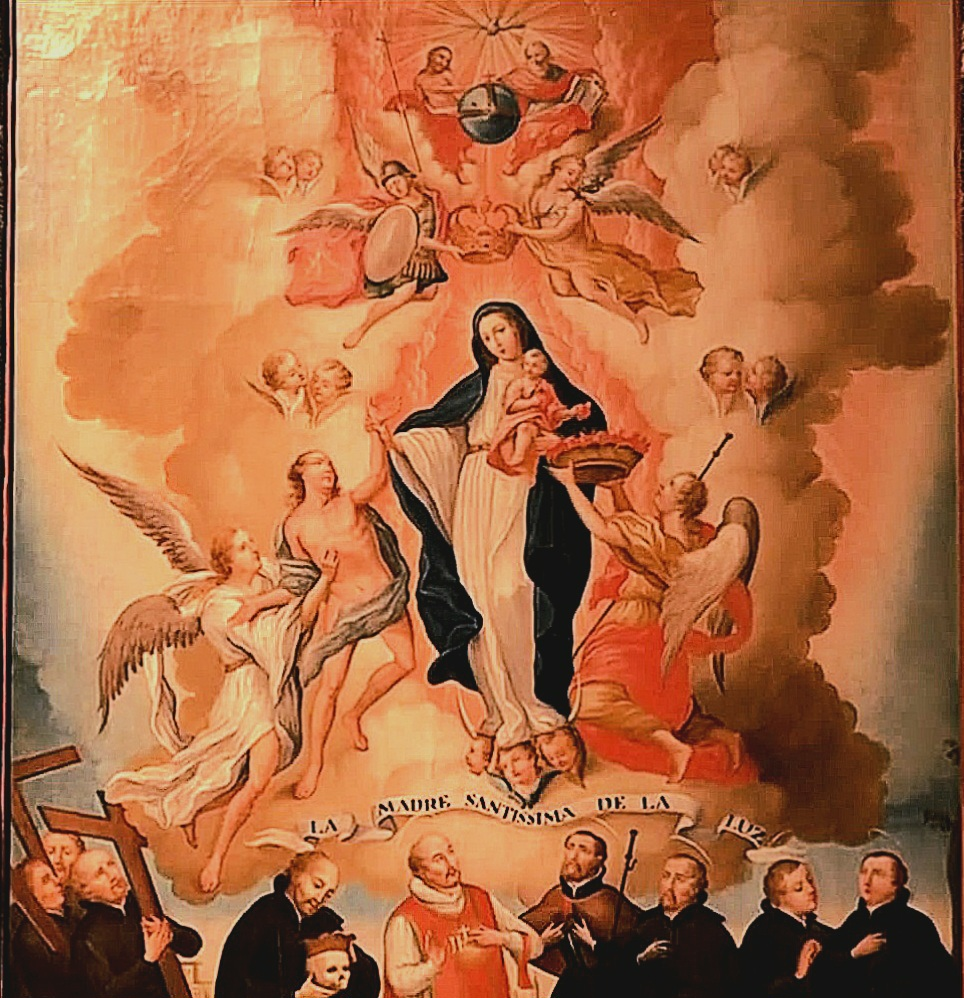
Lienzo de Nuestra Señora de la Luz, obra del taller de los Cortez Alcocer en 1761,[15] donada a los jesuitas de Santafé por el Virrey Folch de Cardona, Museo Colonial de Bogotá.
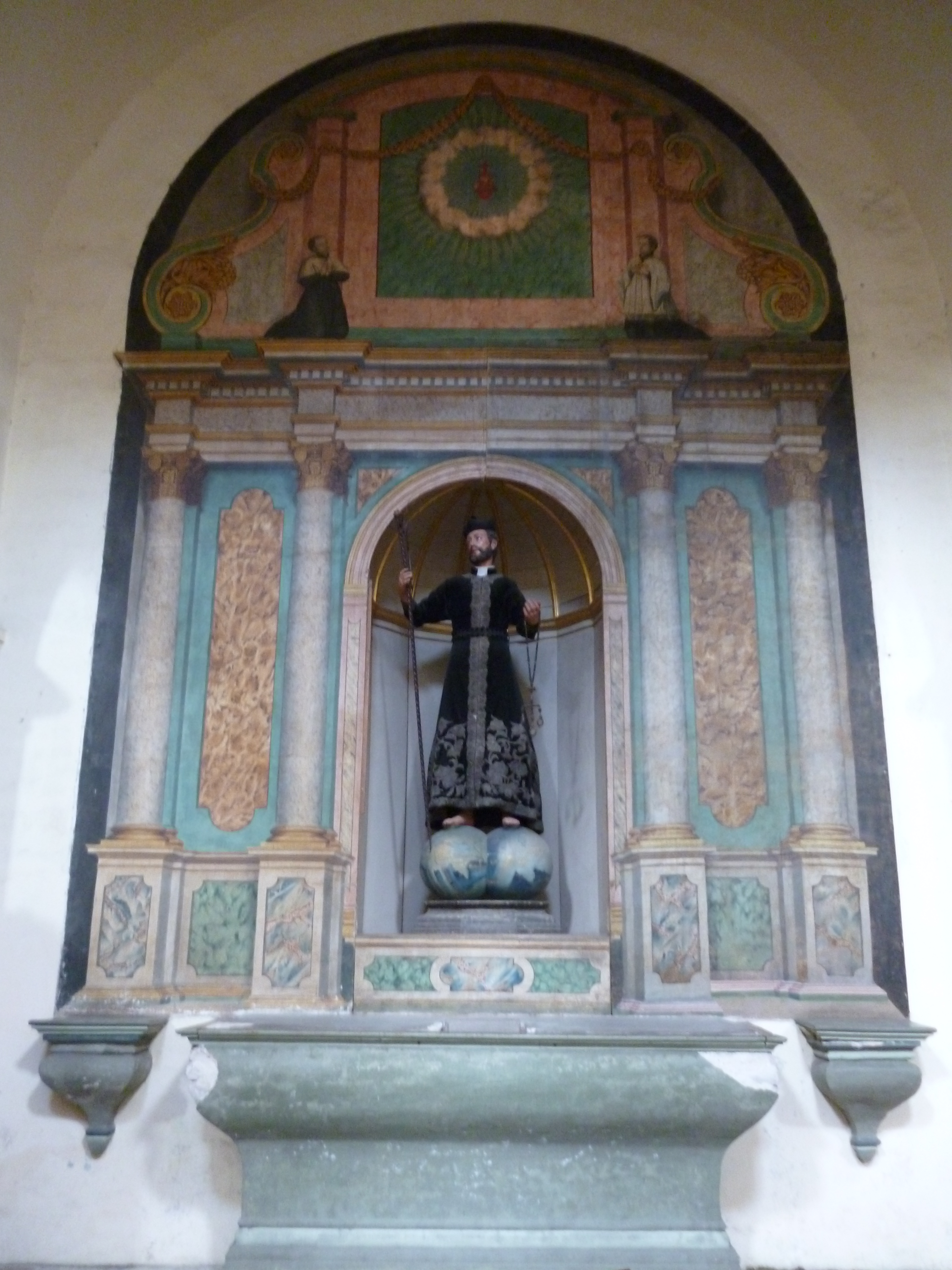
Altar de San Francisco Javier, obra mural payanesa del siglo XVIII de autor anónimo. Iglesia de San Francisco.
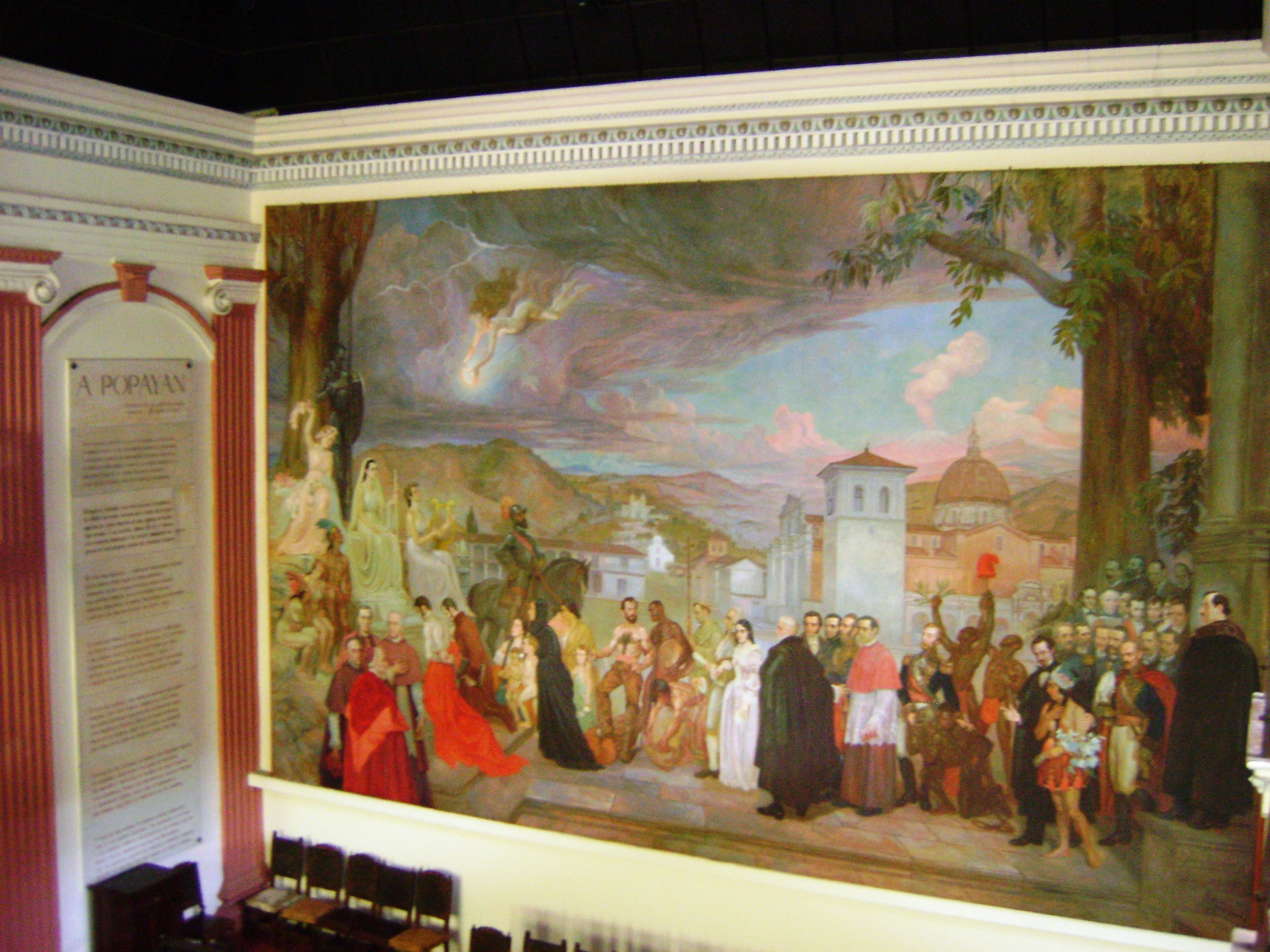
La Apoteosis de Popayán, monumental lienzo obra de Efraím Martínez del siglo XX. Paraninfo Francisco José de Caldas.
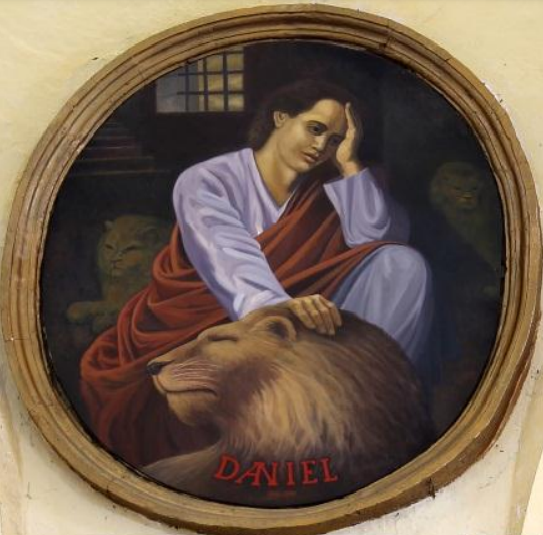
Profeta Daniel, pechina de la cúpula de la Iglesia de San José, obra de Rodrigo Valencia del siglo XX (1983).

### Orfebrería y Platería
Al empezar a arribar a la ciudad los metales preciosos procedentes de todos los territorios de la Provincia de Popayán como la costa pacífica como Chocó, Barbacoas o de la cordillera como Almaguer, al verse la necesidad de enaltecer las procesiones y de demostrar la riqueza personal de las familias adineradas benefactoras de las iglesias del centro histórico, comenzó a fines del siglo XVI la fabricación de accesorios de lujo con el aditamento de piedras preciosas locales como las esmeraldas hasta importadas como la lapislázuli esta actividad se intensificó con la fundación de la Casa de Moneda y un taller de enseñanza orfebrería en su interior, formalizándose así esta rama de la escuela payanesa que perduró ininterrumpidamente hasta la caída en desgracia de la ceca desde 1820 a 1830 y su clausura total. 
Con el saqueo de Antonio Nariño a inicios del siglo XIX, hubo la urgencia de reemplazar los objetos perdidos y dar una imagen de revitalización de la Arquidiócesis, por lo que se dio un resurgir de la orfebrería payanesa que hizo obras magníficas no solo para los relacionados con los actos litúrgicos  sino también a la adornación de los tronos de la Semana Santa por lo que perduro esta nueva rama hasta la actualidad, siendo muy solicitada por los síndicos de pasos nuevos. 
Las obras más características van desde la más temprana como lo es la Corona de los Andes, hecha por 1590 en su totalidad en oro y esmeraldas incluida una perteneciente al Inca Atahualpa, ofrecida a Santa María de la Asunción de Popayán por el fin de una peste; pasando por potencias de Jesucristo, sagrarios en platería, alas y diademas de ángeles, mallas y varillas para los pasos de Semana Santa, resplandores para diversas advocaciones Nuestra Señora, tronos para Jesús u otras imágenes y las famosas custodias que se usaban en el Corpus Christi Payanés yendo desde la más antigua de Jambaló (siglo XVII) hasta las de plata dorada del siglo XIX, muchas de estas muestras se exhiben en el Museo Arquidiocesano de Arte Religioso de Popayán. 
Entre los exponentes de esta rama de la escuela que se conocen fueron: 
- Antonio Rodríguez y Nicolás Álvarez (Elaboraron la Custodia del Águila Bicéfala) (Año de 1673) (Siglo XVII)[17]
- Rafael Paz (Elaboró la corona imperial de Nuestra Señora de Belén en 1689) (Siglo XVII)[18]
- José de la Iglesia (Año de 1740) (Elaboró el ostensorio de la Custodia de la Santísima Trinidad) (Siglo XVIII)[19]
- Francisco Javier de Guzmán (Año de 1747) (Siglo XVIII)[17]
- Francisco Paredes (Elaboró la Custodia de la Ermita de Jesús Nazareno)[20] (Siglo XVIII)
- José Arboleda (Elaboró los rayos de resplandor, media luna y trono en plata de Nuestra Señora de los Dolores) (Siglo XVIII)
- Luis Carlos Valencia Guevara (Elaboró la cruz en plata del Santo Cristo de San Agustín) (Siglo XX)
- Rafael Ramos (Elaboró la platería del paso del Santo Ecce Homo) (Siglo XXI)

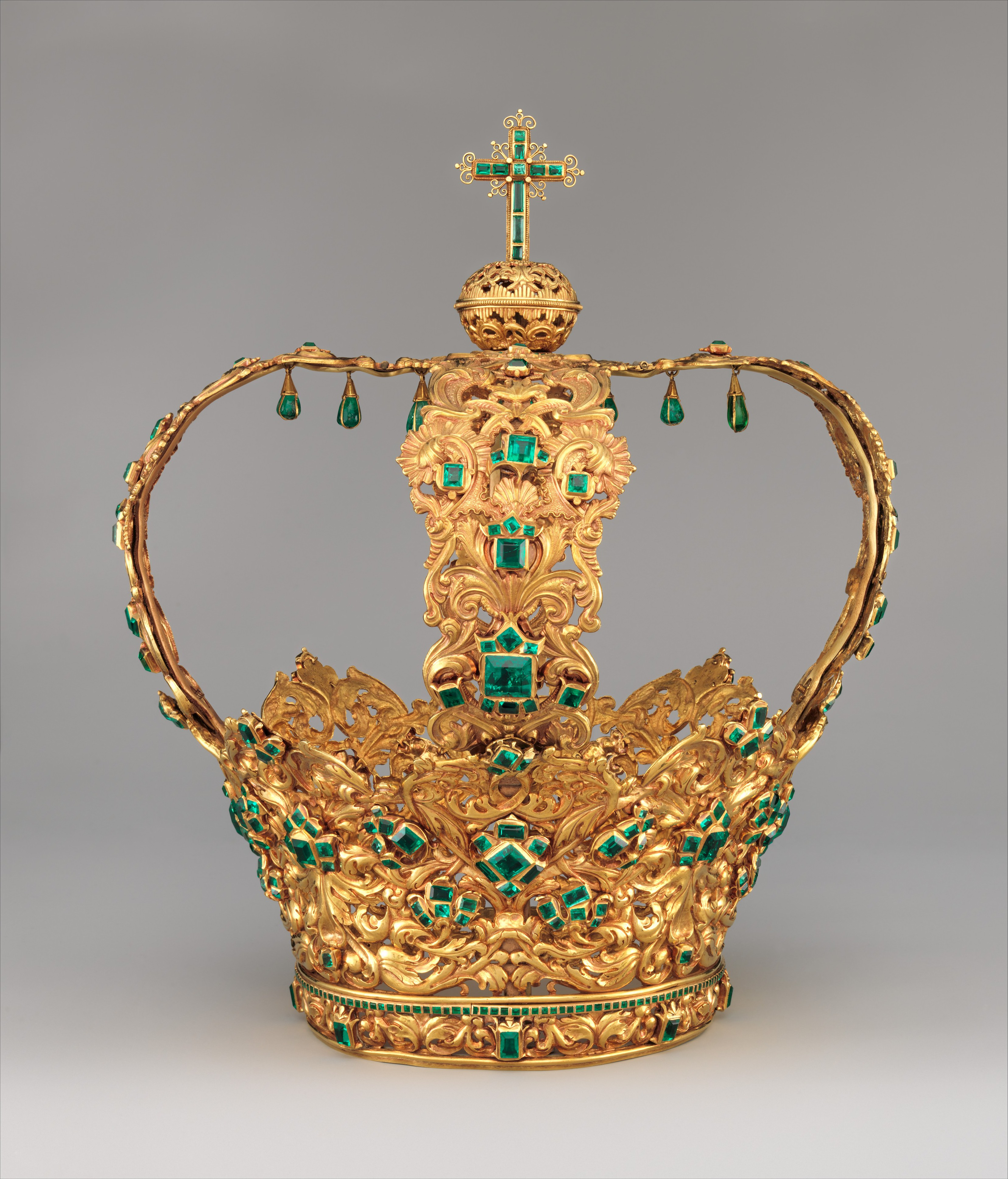
Corona de Nuestra Señora de la Asunción de Popayán, obra anónima del siglo XVI (1590). Museo de Arte Metropolitano de Nueva York.
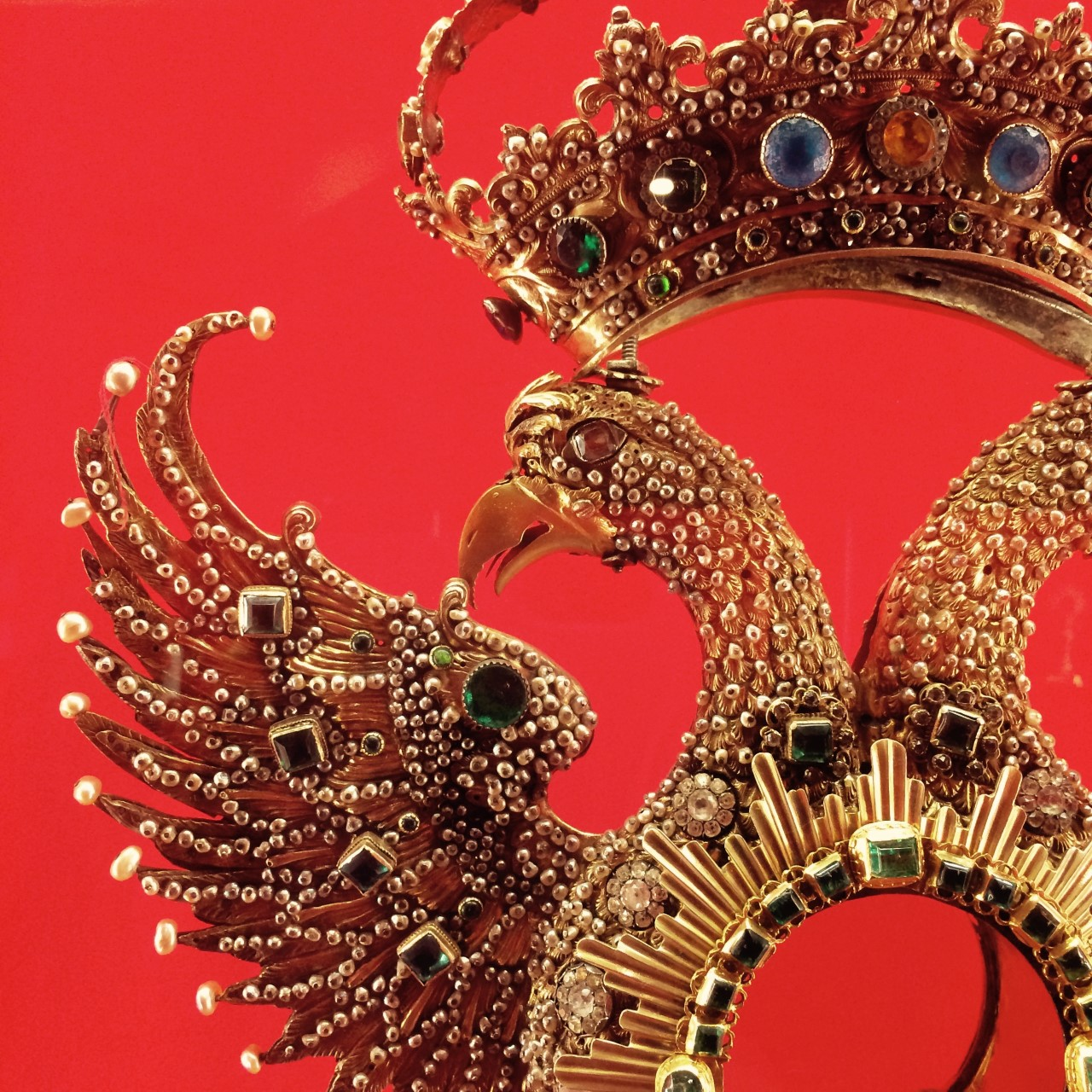
Custodia del Águila Bicéfala de San Agustín, obra de Antonio Rodríguez y Nicolás Álvarez del siglo XVII (1673). Museo de Arte Religioso.
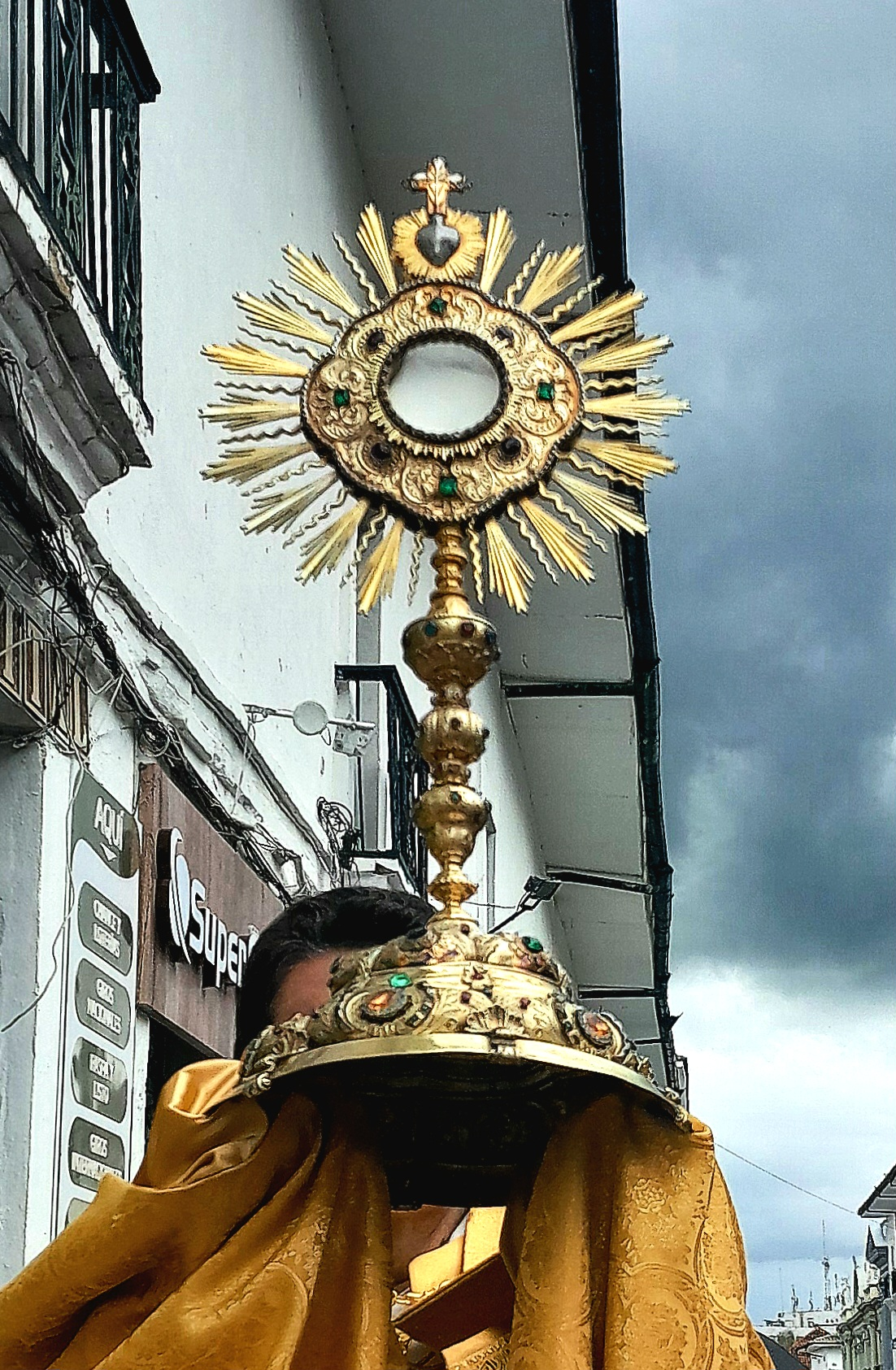
Custodia de la Ermita de Jesús Nazareno, Corpus Christi, obra de Francisco Paredes del siglo XVIII (1788). Museo de Arte Religioso.
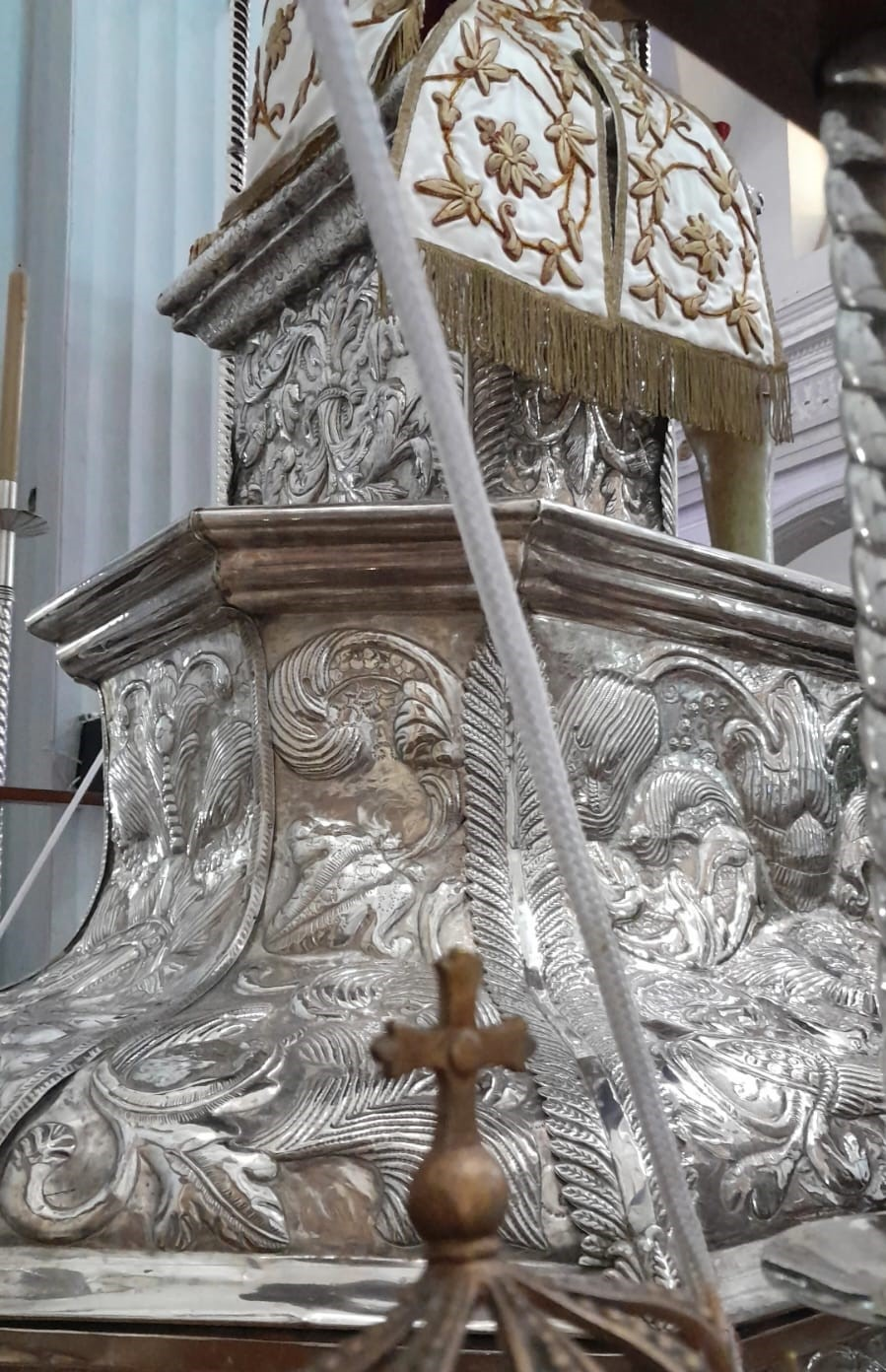
Trono en plata del Santo Ecce Homo, obra de Rafael Ramos del siglo XXI. Catedral de Popayán

### Ebanistería
Sin duda la rama más exuberante de la Escuela Payanesa, constituye posiblemente el mejor legado de la época colonial y una buena parte del patrimonio de la ciudad que la hacen conocida en el mundo. 
Las primitivas muestras se remontan al siglo XVII, dado que durante los primeros años tras la fundación solo se pudieron construir unas 3 iglesias que fueron derruidas en 1560 por un sismo. Con la construcción de la segunda Catedral y la Ermita de Jesús Nazareno entre 1590 a 1617 se trajeron desde Quito y España a varios maestros para realizar los trabajos requeridos y adiestrar a aprendices locales que provocó el nacimiento de la escuela en general, de estas tempranas obras solo se conservan las realizadas en la Ermita.
Tras el terremoto de 1736, los nobles y familias aristocráticas manifestaron una fuerte demanda para la decoración de los nuevos templos reedificados, de aquí destaca Sebastián el ''Maestro de la Encarnación o de 1756'' como se conoce al autor de los retablos de la iglesia homónima y de Santo Domingo, que son considerados por algunos como los más hermosos de todo el centro. Otras muestras las hay en todos los templos de la ciudad, resaltando los de San Agustín y San Francisco, sin embargo, la Catedral no posee altares barroco de esta época debido a la ruina de la segunda catedral en 1784, predominando el estilo neoclásico al ser edificada la actual en el siglo XIX cuando la escuela payanesa ya se había extinguido.
Entre los pocos exponentes de esta rama de la escuela que se conocen fueron:
- Camilo Guevara (Siglo XVIII)[24]
- Maestro Sebastián (Conocido como ''El Maestro de la Encarnación'') (Siglo XVIII)
- Marcelino Pérez de Arroyo (Aportó los planos y diseños de ciertos retablos) (Siglo XVIII)[25][26]
- Francisco José de Caldas (Aportó el plano y diseño del púlpito de Santo Domingo) (Siglo XVIII)
- Adolfo Dueñas (Siglo XIX)[27]
- Rodrigo ''El Oso'' Alegría (Siglo XXI)

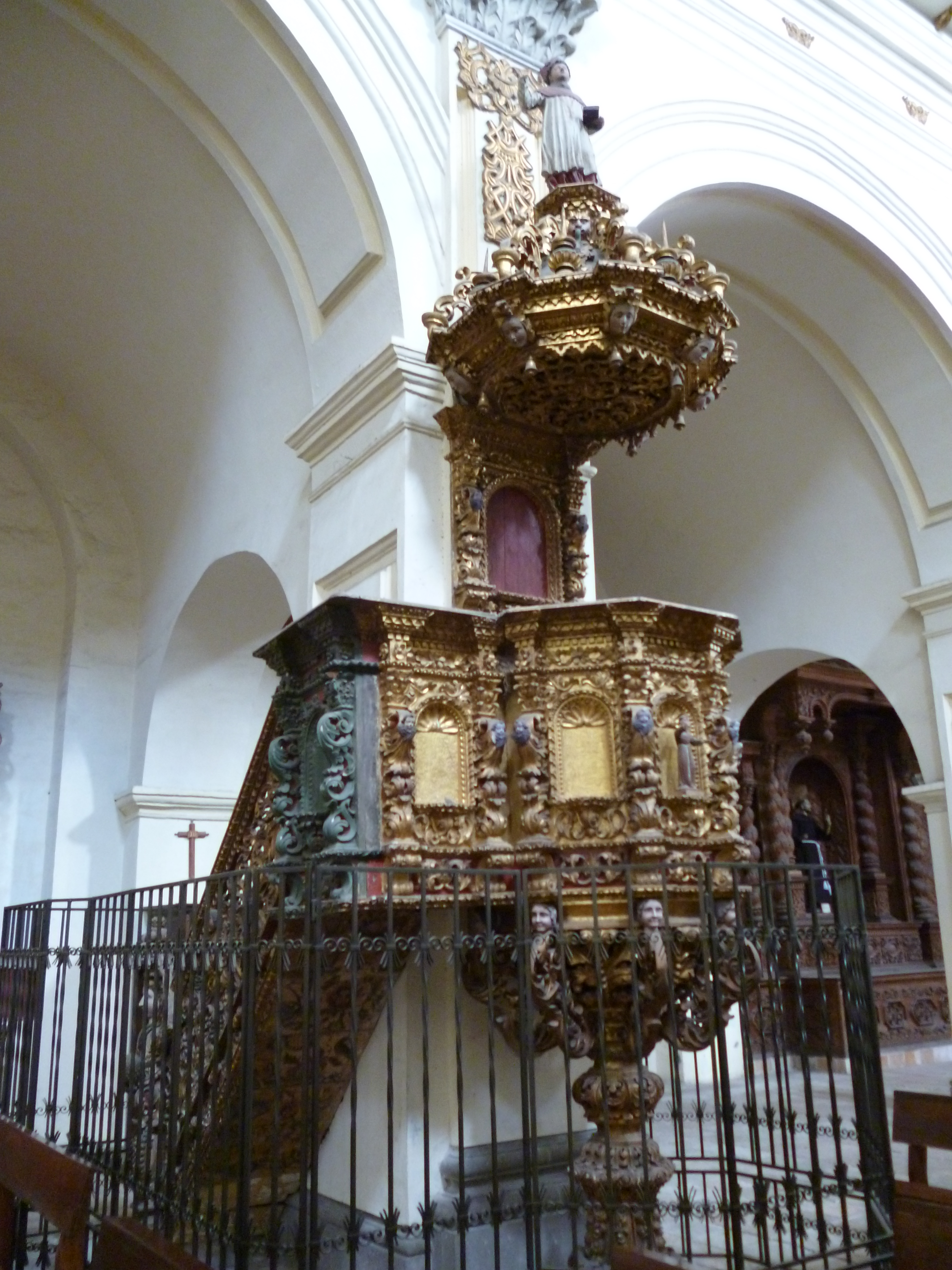
Púlpito de la Iglesia de San Francisco del siglo XVIII, el mejor de toda Colombia en su tipo.
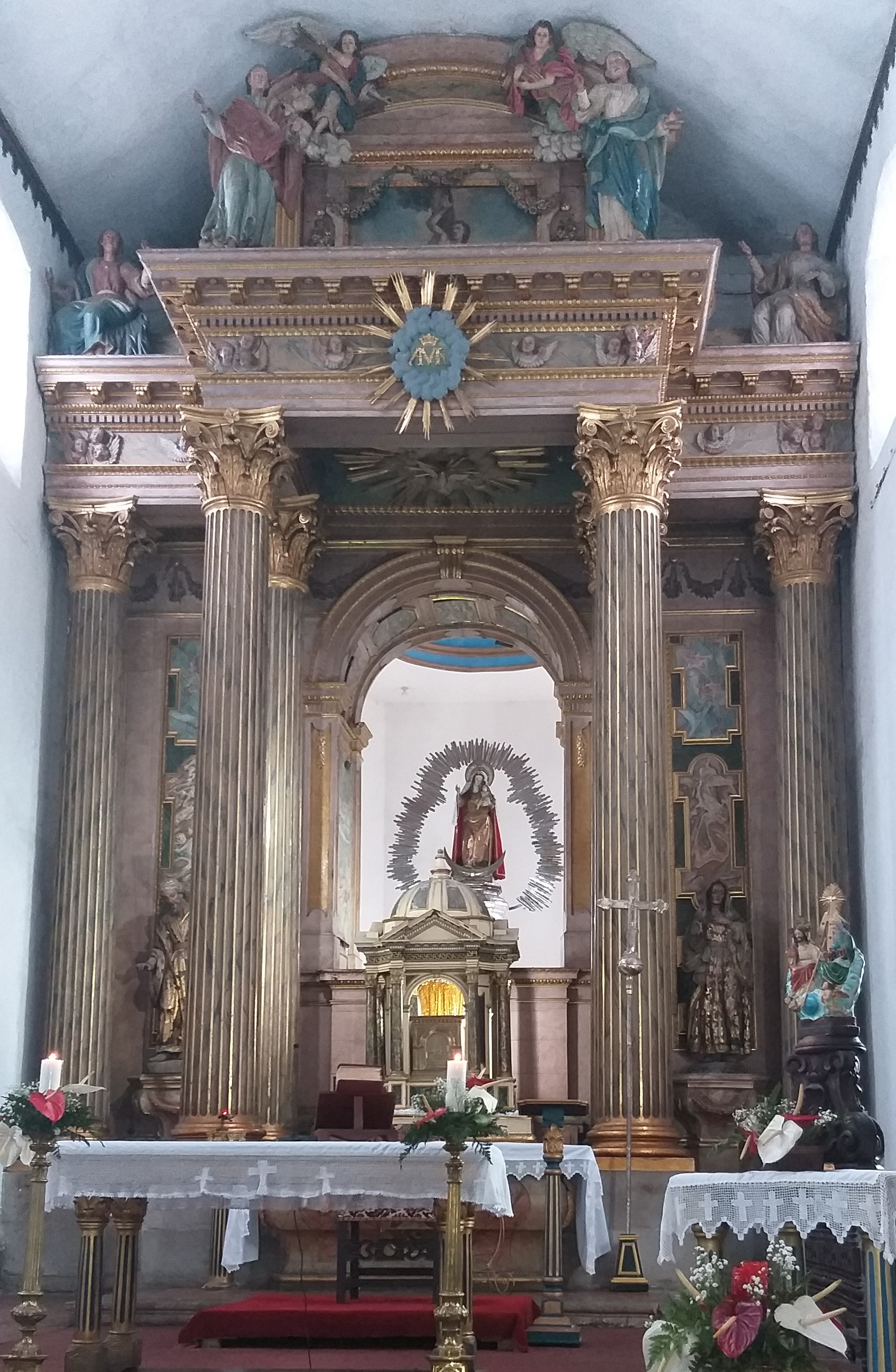
Altar mayor de la Iglesia de Santo Domingo, obra de Camilo Guevara con planos de Marcelino Pérez de Arroyo  del siglo XVIII
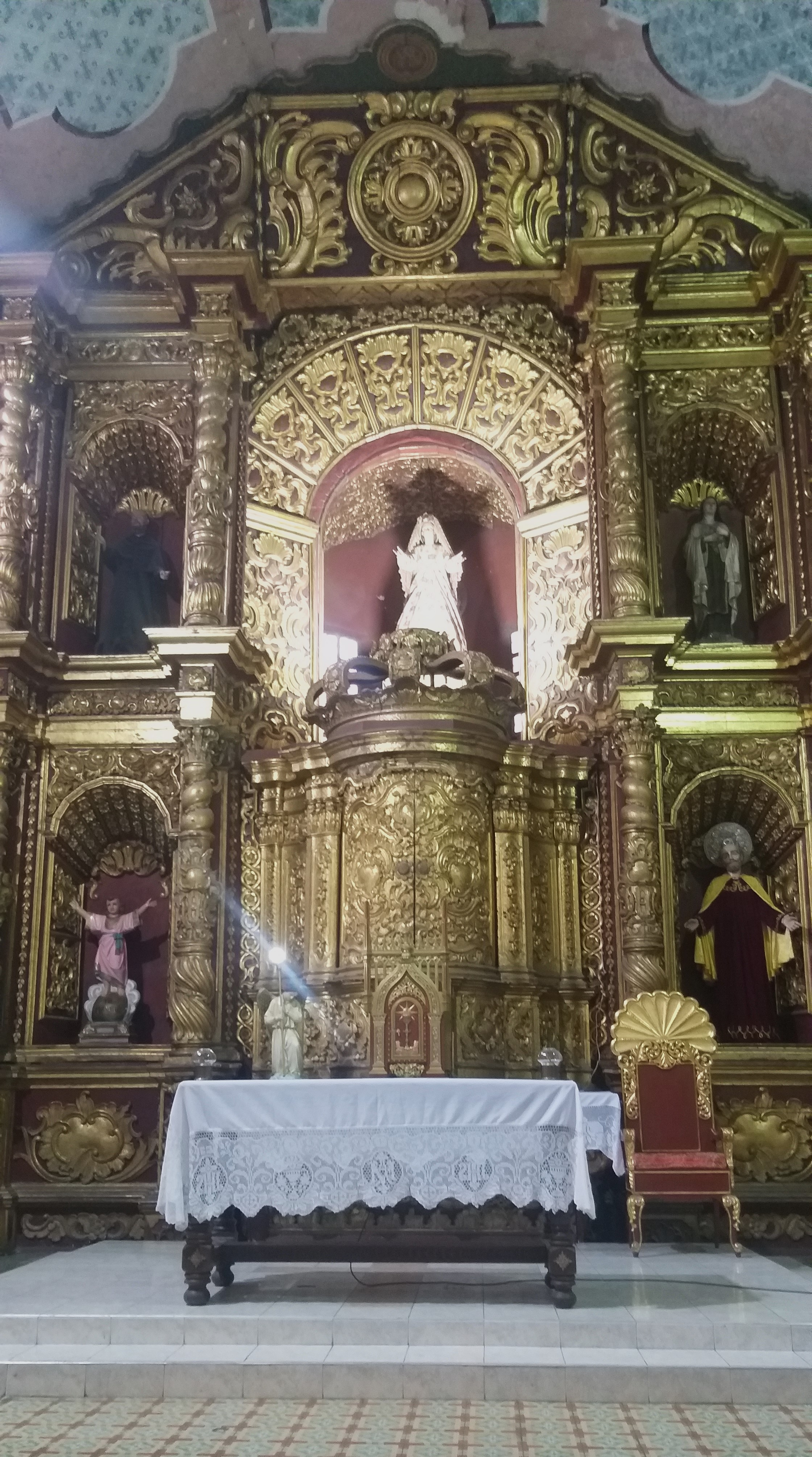
Altar mayor de la Iglesia de la Encarnación, obra atribuida al maestro Sebastián del siglo XVIII
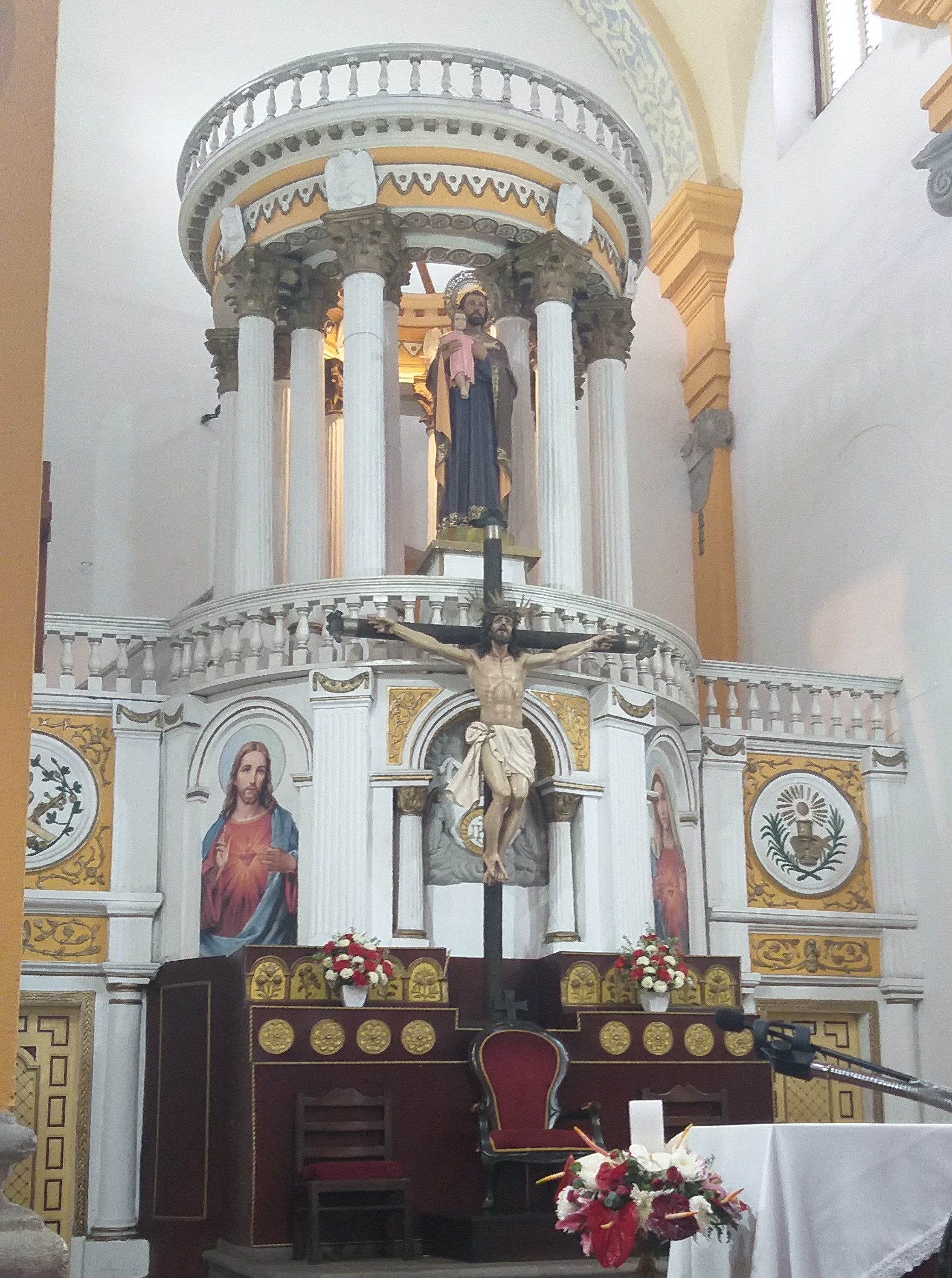
Altar mayor de la Iglesia de San José, obra de Adolfo Dueñas del siglo XIX

### Mampostería y Cantería
Popayán al estar ubicada en el valle de Pubenza en plena Cordillera de los Andes siempre fue proporcionada con piedra local, sobre todo proveniente de las orillas del río Cauca al norte de la urbe, aunque también hay constancia de haberse traído cantera desde lugares lejanos como El Japio en Nueva Segovia de San Esteban de Caloto. Mientras que el ladrillo fue elaborado en lugares como Antón Moreno, el oriente del centro, entre otros sitios.
No hay mayor evidencia de muestras de los siglos XVI y XVII de mampostería payanesa más que los ubicados en la Ermita o los portales de unas contadas casonas, siendo desde 1736 que realmente se dio un despunte de esta rama de la Escuela, cuyas obras civiles son elaborados portalones que enmarcan los portones de entrada de las casas de las familias adineradas por ejemplo los ubicados en las casas Rosada, Museo Guillermo Valencia, Torres Tenorio, Caldas, del Regente, Belalcázar, sede Junta Permanente Pro Semana Santa, entre otras.
Por el lado eclesiástico, la obra más famosa y completa de mampostería payanesa es la gran portada que enmarca el portón de acceso principal de la Iglesia de Santo Domingo contando con características incaicas, nativo-europeas fue elaborada en cantera y ladrillo traída de Pisojé por artesanos indígenas y criollos, concluida en 1741 como lo dicta su clave. Uno de los más reconocidos escultores de piedra colonial que se ha guardado su nombre fue Miguel Aguilón, quien realizó tanto la magnífica fachada en piedra de la Iglesia de San Francisco, labrando las imágenes de Santo Domingo y el patrón del templo flanqueando a la Inmaculada concepción (inspirada en la virgen de Quito) como la imponente cruz en la explanada del Santuario de Belén, la cual contiene la firma del autor y la fecha de culminación en el Jueves Santo del año de 1789.
A principios de los años 1940 revivió la mampostería payanesa, con la realización de los trabajos de ornamentación de los Quingos en la colina de Belén, con el patrocinio de la Junta Pro Culto al Santo Ecce Homo y la familia Peñaherrera, se le encargó a Alfonso de los Reyes que esculpiera las 14 estaciones del Viacrucis sobre los pedestales de canto rodado a lo largo del sinuoso camino iniciando desde la monumental portada en estilo neoclásico del siglo XIX hasta el santuario, siendo punto de peregrinación obligado cada Viernes Santo para propios y extraños.
Entre los pocos exponentes de esta rama de la escuela que se conocen fueron:
- Miguel Aguilón (Siglo XVIII)
- Antonio Aguilón (Siglo XVIII)[30]
- Roque Navarrete (Concluyó la fachada de la Iglesia de San Francisco hacia 1788) (Siglo XVIII)
- Alfonso de los Reyes Peñaherrera (Elaboró las estaciones del viacrucis de Los Quingos de Belén) (Siglo XX)
- Lucio Mesías (como parte del taller ''Canteros Payaneses'') (Siglo XX)[30]
- Sandro Velasco (como parte del taller ''Morfos-Piedra de Cantera'') (Siglo XX)[30]

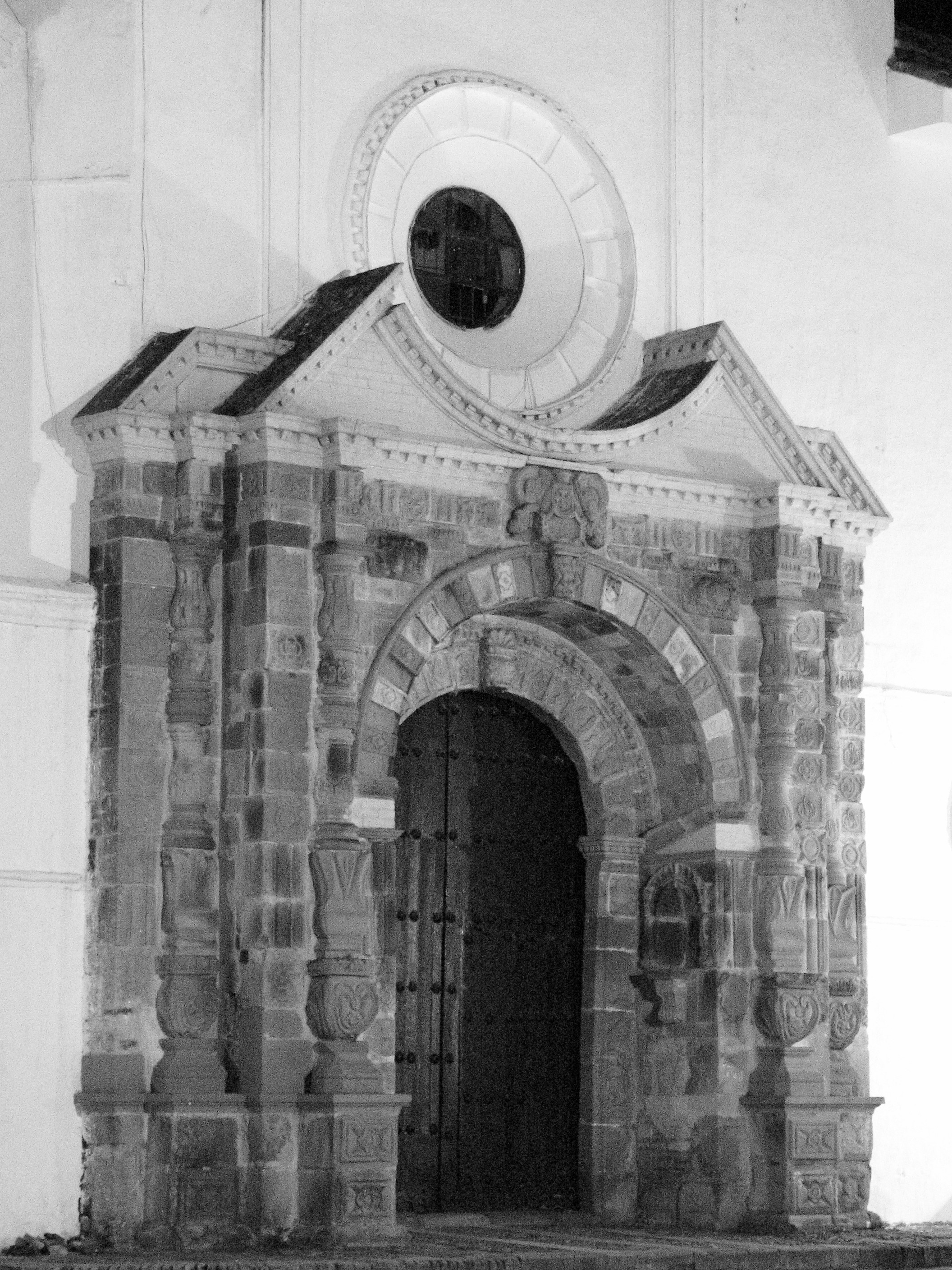
Monumental portada en cantera y ladrillo, Iglesia de Santo Domingo, obra maestra barroca payanesa del siglo XVIII (1752).
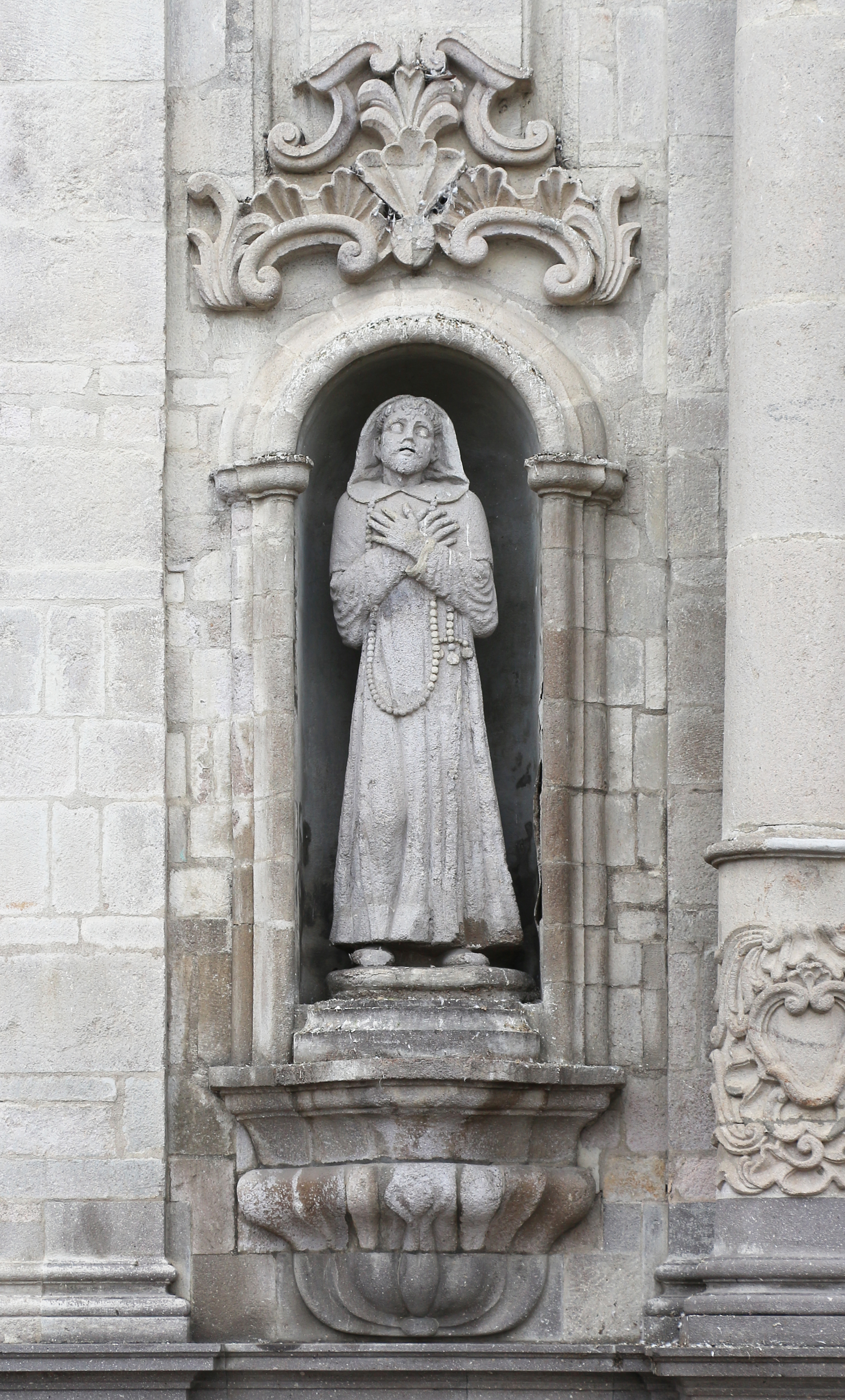
Santo Domingo de Guzmán, obra de Antonio y Miguel Aguilón del siglo XVIII. Iglesia de San Francisco.
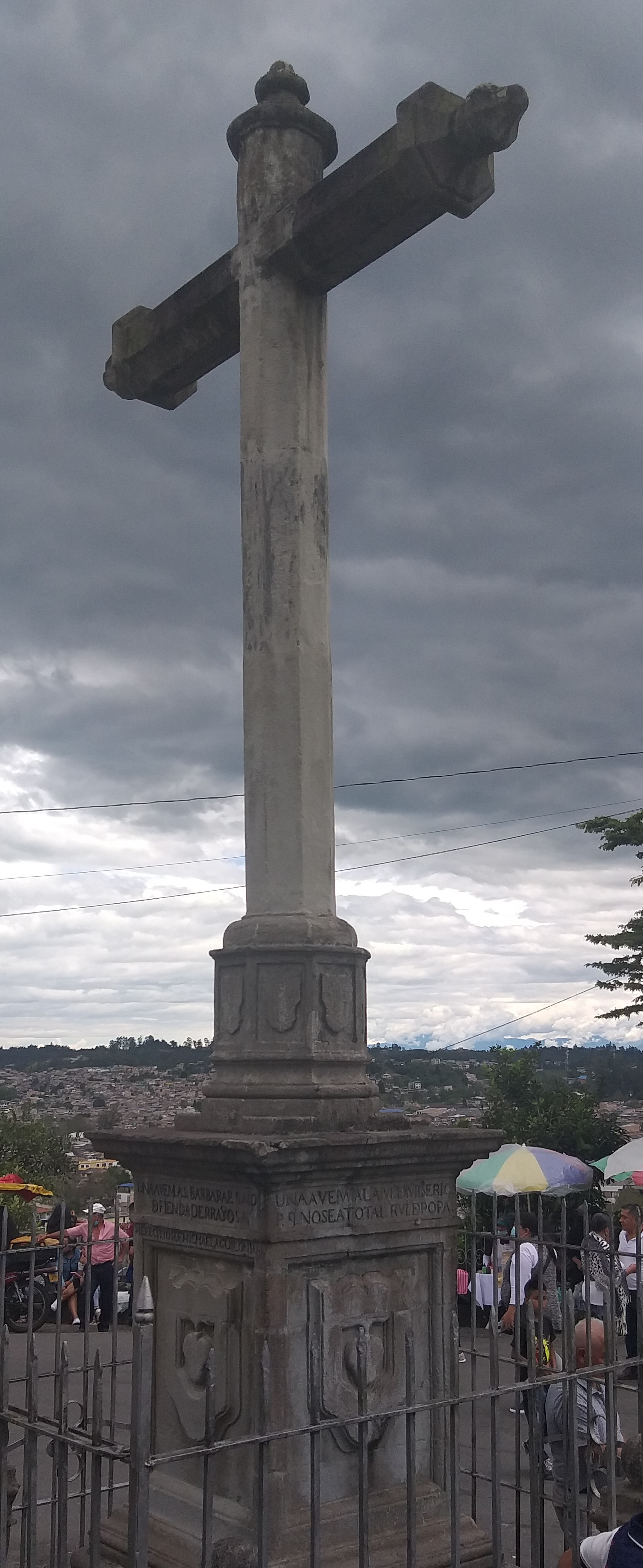
Cruz de piedra del Santuario de Belén, obra de Miguel Aguilón del siglo XVIII (1789).
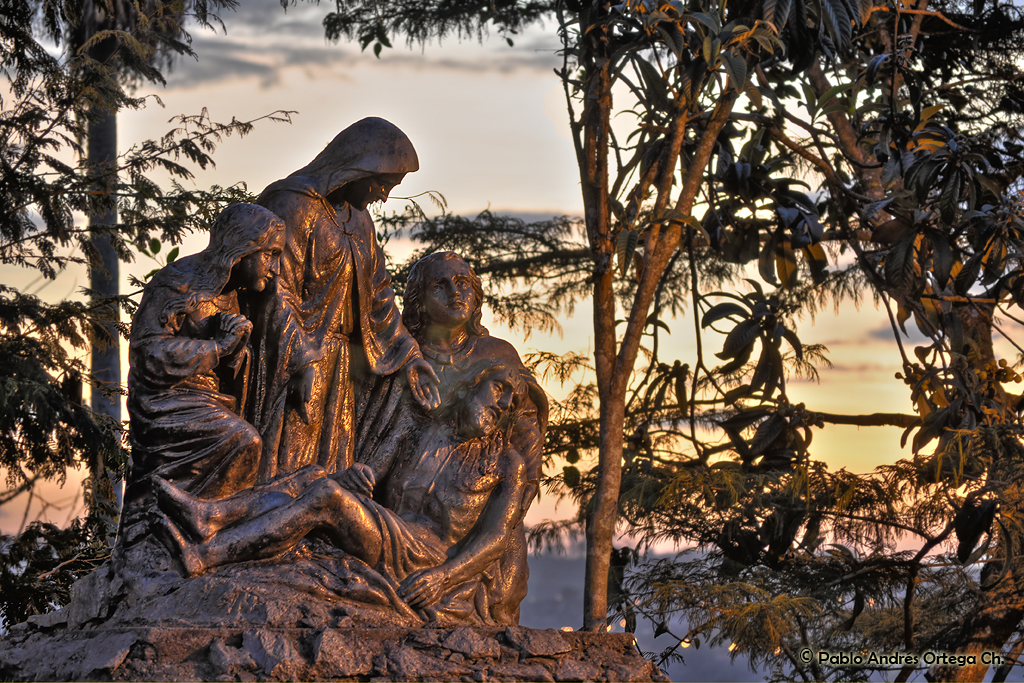
Jesús en los brazos de María, obra de Alfonso de los Reyes Peñaherrera del siglo XX, Quingos de Belén.

### Indumentaria litúrgica y Textilería folclórica
Desde la época colonial las telas más costosas eran importadas desde Europa, contándose desde el damasco, terciopelo, lino, encaje hasta muy raros como la seda entre otros, fueron usadas por la nobleza de Popayán para demostrar su propio poder adquisitivo que contaban con sus tejedoras propias que eran expertas en esta labora, dado que según los roles de género de esa época los trabajos de indumentaria litúrgica de textilería eran para mujeres ya sean laicas o religiosas, por lo que esta rama fue acarreada por las damas payanesas durante el virreinato.
Los mejores trabajos de textilería de la ciudad han sido sin duda los sitiales o palios que son la parte superior de los pasos de Semana Santa, sustentados con varillas de plata son exclusivos donde este la imagen de Jesús y María dado que denota su realeza como Creador y madre de Dios. otro ejemplo son los relacionados con los oficios religiosos católicos como las capas pluviales, mitras, paños, manteles y vestiduras para cada evento del calendario litúrgico que desde la colonia han sido de vital importancia para la ciudad.
Por último, se destacan los trajes tradicionales que están íntimamente vinculados con la Semana Santa como lo es el traje de Carguero que es de tipo Andaluz (traído por el obispo Salvador Ximénez y Enciso) consistente por una túnica de entre azul oscuro a negro con capirote (que en sus inicios ocultaba la identidad del portador) y un paño de lino con encaje especial, aunque desde 1840 por orden provincial no se debe llevar cubriendo el rostro de la persona en oficios como procesiones por un episodio ocurrido durante la guerra de los supremos.
La Sahumadora (que son chicas entre 17 a 22 años) lleva el traje conocido como de Ñapanga, que durante la época española eras las mujeres mestizas libres que desempeñabas una variedad de trabajos para su sustento y eran conocidas como ''la mujer del pueblo''. Su indumentaria consiste en una falda amplia de bayeta de diversos colores que en su interior lleva enaguas de borde de letines, también una blusa de olan de lino sobre la que llevan una chalina negra (solo el Viernes Santo) de adornos portan aretes y una cruz en el pecho de filigrana de oro y de calzado un par de alpargatas. Ellas cumplen la función de incensar los pasos donde vienen Jesús o su madre como un signo de veneración.

Los paños y vestidura que llevan tanto el carguero como la sahumadora son necesariamente confeccionados a mano y denotan todo el legado centenario que lleva la cultura de Popayán, además de estar así establecido dentro de la declaratoria de las procesiones de Semana Santa y todo su entorno como Patrimonio Cultural de la Humanidad por la Unesco el 30 de septiembre de 2009.

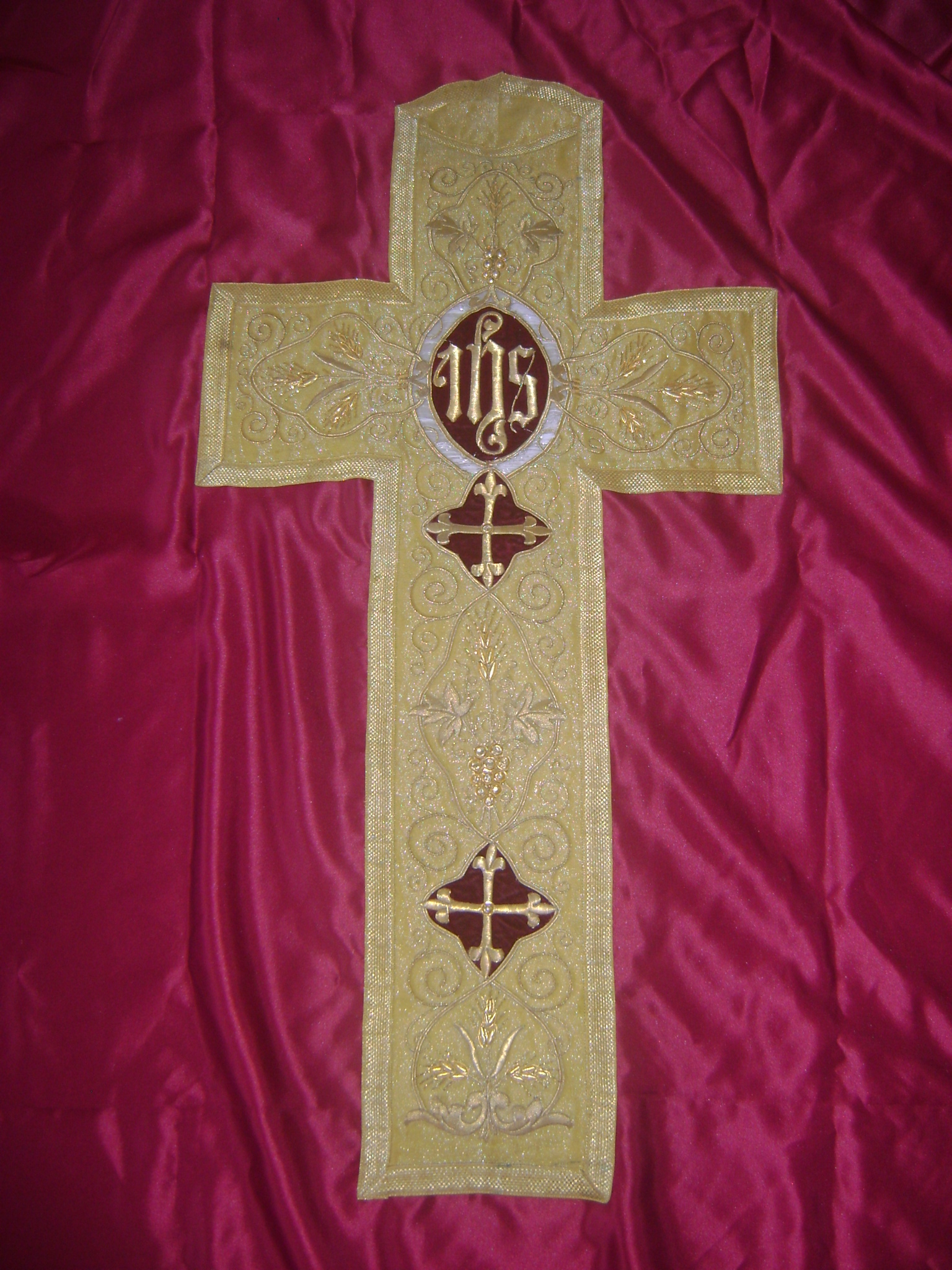
Sitial del paso del Amo Jesús de Puelenje, obra payanesa del siglo XX por las Hermanas del Buen Pastor.
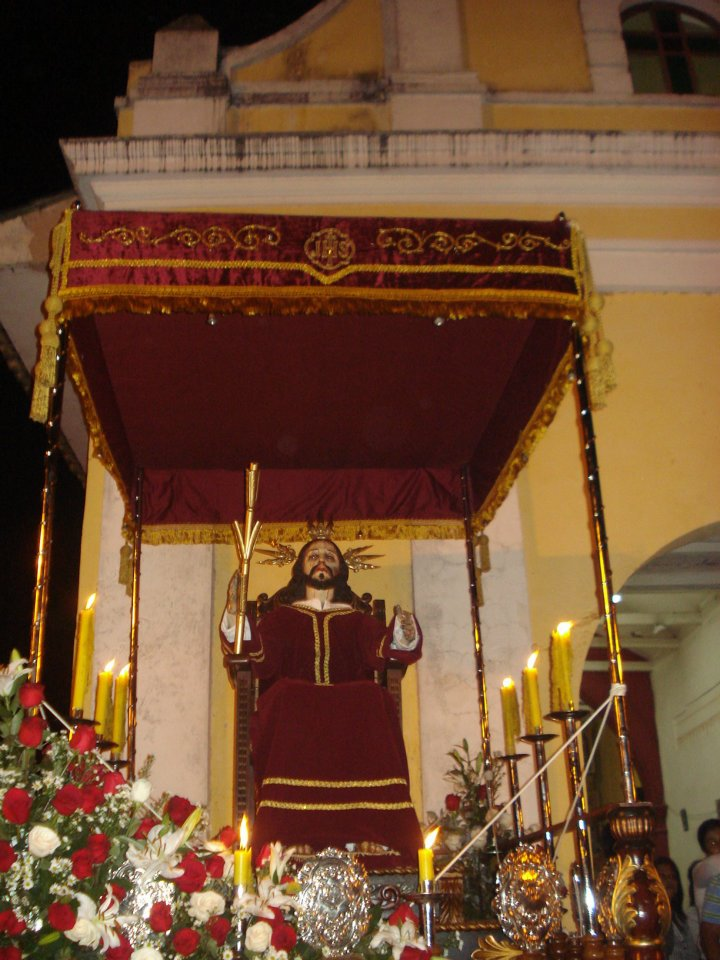
Paso del Amo Jesús de Yanaconas, textiles de elaboración payanesa con hilos de oro.
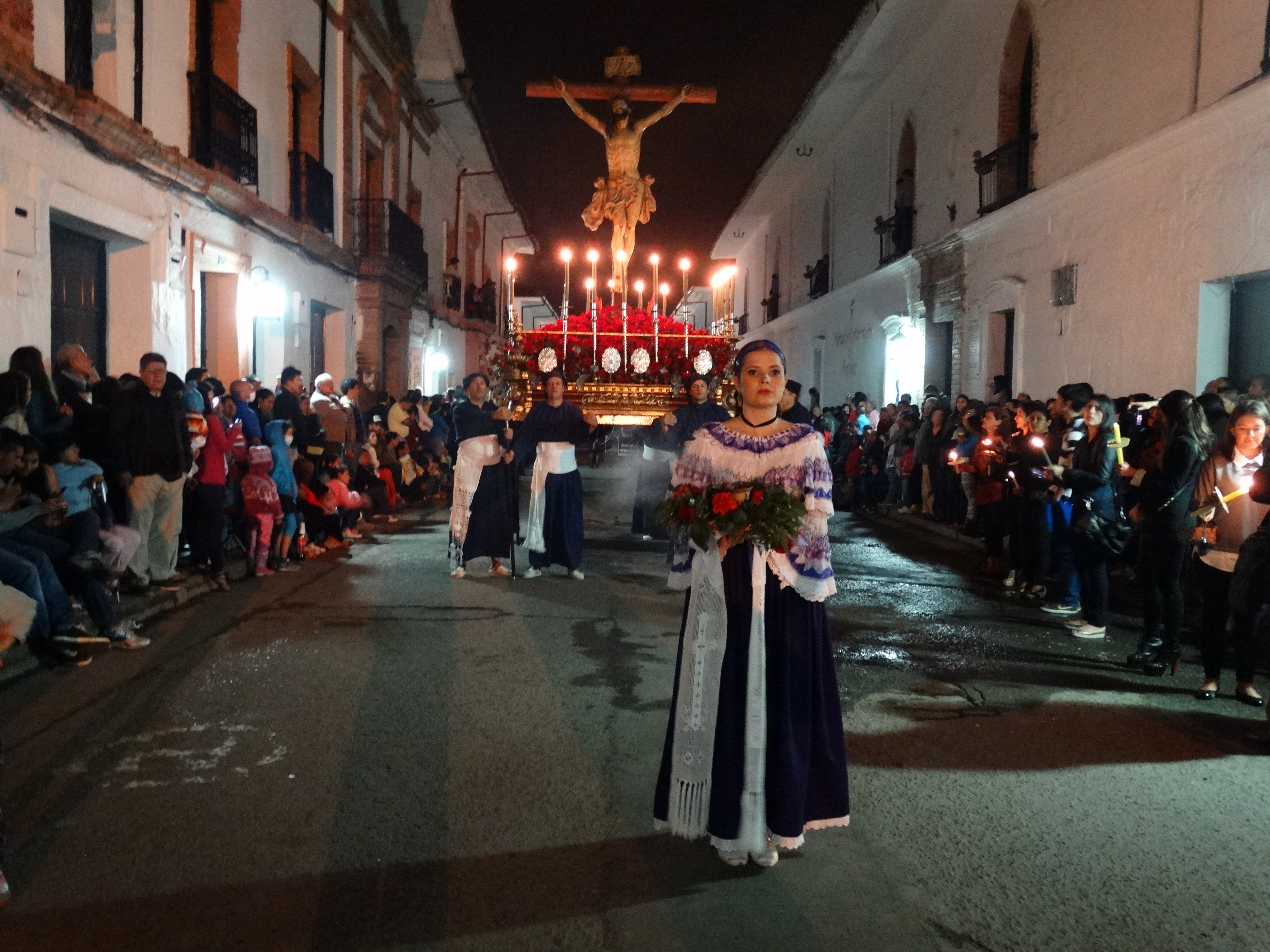
Cargueros y Sahumadora del paso del Cristo de la Expiración (El Cachorro). Jueves Santo
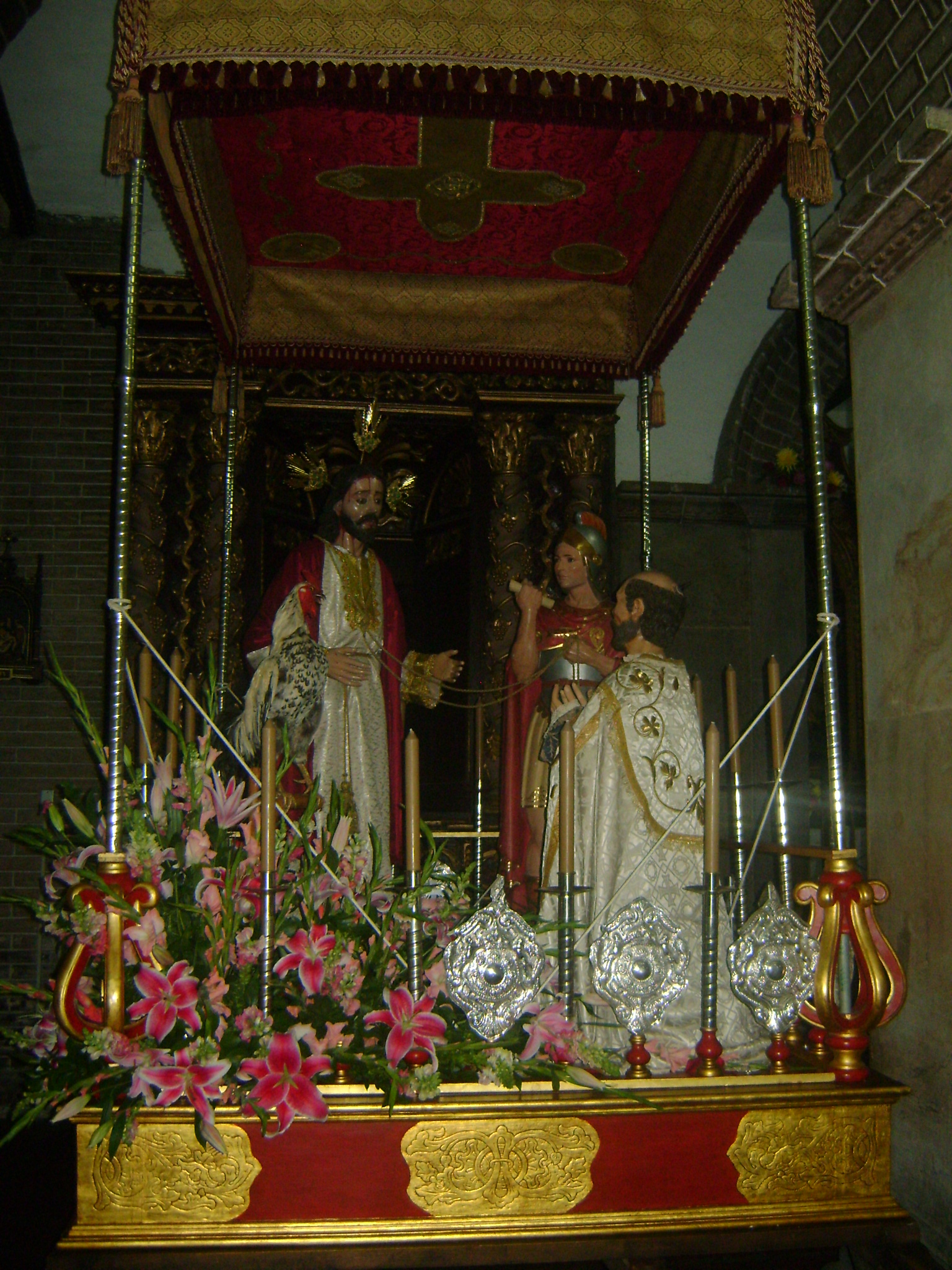
Paso La Negación, sitial y vestiduras de las imágenes son obras payanesas del siglo XXI. Miércoles Santo.